# 金羊毛騎士団
金羊毛騎士団（きんようもうきしだん、フランス語: Ordre de la Toison d'or、スペイン語: Orden del Toisón de Oro、ドイツ語: Orden vom Goldenen Vlies、オランダ語: Orde van het Gulden Vlies、英語: Order of the Golden Fleece）は、ブルゴーニュ公フィリップ3世によって創設された世俗騎士団。スペイン王国最高位の騎士団勲章として現存し、オーストリアでもハプスブルク家による名誉として存続している。
英語に基づいてゴールデン・フリース騎士団、フランス語に基づいてトワゾン・ドール騎士団とも呼ばれる。

## 概要

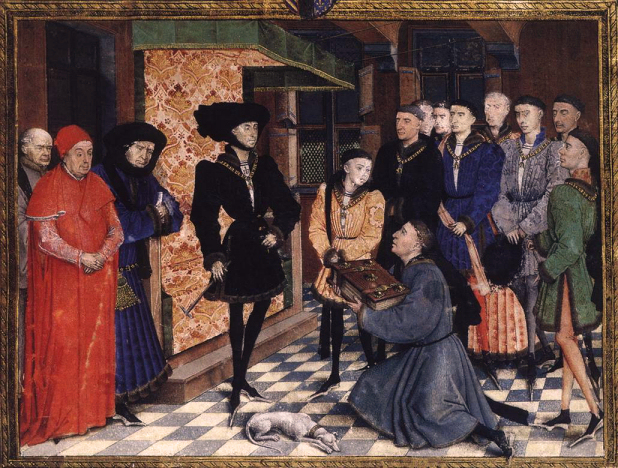
創設者フィリップ善良公と騎士たち

1430年に、フィリップ善良公（ル・ボン）がポルトガル王女イザベルと結婚する際に、イングランドのガーター騎士団に倣って作られた。聖アンデレ（サン・タンドレ）を守護聖人とし、異端を排除してカトリックを守護することを目的の1つにしており、宗教改革時にはメンバーをカトリックのみに限定していた。騎士団集会が開催された際には、当時の騎士団員全員の紋章を描いた板絵が描かれている。これはフランデレン地方を中心として複数の教会に残されており、金羊毛騎士団はブルゴーニュ貴族の身分、地位及びアイデンティティの象徴となった。
フィリップ善良公の孫娘で、ヴァロワ＝ブルゴーニュ家最後の君主となったマリー女公がハプスブルク家のマクシミリアン（後、神聖ローマ皇帝）と結婚したことで、同家の君主が騎士団主権者となった。16世紀にかけてハプスブルク家の勢力拡大により、権威が増大していった。
ハプスブルク家は、スペインとオーストリアに分かれ、1700年にカルロス2世が崩御してスペイン・ハプスブルク家が断絶する。スペイン継承戦争を経て、王朝がブルボン朝に代わったため、騎士団もまたスペインとオーストリアに分かれた。
スペインとオーストリアで、勲章の形が異なる。スペインは君主制廃止と王政復古を繰り返しつつ、今日も同国最高位の勲章として存続している。一方、オーストリアは第1次世界大戦後のオーストリア革命により帝政が廃止され、金羊毛騎士団の地位や勲章は政府や君主公認ではなくなった。しかし、最後の皇帝カール1世の子孫が引き続き主権者を務め、カトリック諸国での権威を保っている。

## 標語と意匠
モットーは「Pretium Laborum Non Vile」（我らの働きに報償に値しないものはない）。
名称はギリシア神話のイアソンの物語（金羊毛）と、旧約聖書・士師記のギデオンの物語に由来している。これはフィリップ善良公が、十字軍を想定していたからである。当初はイアソンのみだったが、ギリシャ神話、すなわち、カトリック教会から見て異教を由来にしていることが好ましくないとされ、後からギデオンの物語が理由づけされた。
なお「金羊毛皮」は錬金術の達人の象徴でもある。ただし、善良公が何故、金羊毛を意匠に定めたかは、騎士団規約にも記載がない。
衣装は、銀鼠色の縁取りが施された膝丈の真紅のローブに、同じく真紅のマントであり、マントには火口金と火打石の文様が施された。この意匠はフィリップ善良公がジャン無怖公（サン・プール）より継承したもので、敵対するオルレアン家の紋章である棍棒を削り、さらに燃やすという標語に由来する。

## 騎士団規約と集会
騎士団規約は、1431年11月30日の第1回騎士団集会に先立つ11月27日に公表された。当初は全103条から成り、騎士団の構成や、団員の義務をはじめ組織の運営に必要な事項が示されている。これは紙の本として、団員に配布された。1446年に発布された新規約は、特に大きな改定がなされている。全94条になり、66条の団員・団長の規定と28条の役職者の規定の二部構成になった。
金羊毛騎士団の旧規約と、同時代のガーター騎士団の規約を比較すると、組織の枠組み等に類似点が見られる。一方、相互扶助や総会、団員選出等については、独自性が見られる。
騎士団規約に基づき、聖アンデレの祝日である11月30日に団長が指名する都市で、『騎士団集会（総会）』（chapitre）が開かれる。後に、3年毎5月2日に変更された。宗教行事を中心に、騎士団の査問、裁判、新団員選出が1週間から1か月にわたって行われ、ブルゴーニュ公国の壮大華麗な儀式の一つとなった。集会は公国の他の催し事と並行して開かれることもしばしばで、その華麗さは欧州諸侯の羨望の的であったという。

## 歴史

### 創設の背景

#### 国内情勢
1424年、ブルゴーニュ公国の若き君主フィリップ善良公は、エノー、ホラント、ゼーラントの3伯領を巡り、カンブレー二重結婚を根拠として継承を主張した。その結果、ジャクリーヌ・ド・エノー及びその夫グロスター公ハンフリーと抗争が起こる。1428年にフィリップによる継承が承認され、1432年にジャクリーヌが地位と領土を放棄した。
ブルゴーニュ公国は政治的な対立を内包し集権力は弱かったため、騎士団の設立は、ブルゴーニュ及び周辺諸国の諸侯を儀礼体系に組み込む、外交的な意図があったとも指摘されている。

#### 国外情勢とガーター勲章
百年戦争では、ブルゴーニュ公国はイングランドと組み、ブルゴーニュ派と王太子を擁するアルマニャック派とで対立していた。善良公の姉妹も、ヘンリー6世の叔父に嫁ぎ、善良公もイングランドと姻戚関係にあるポルトガル王女イザベルと再再婚する。しかし前節の経緯から、イングランドとの関係も円満ではなく、1429年にジャンヌ・ダルクが登場して戦局が急変すると、1431年にブルゴーニュはフランスと休戦する。
百年戦争の最初期、1348年（または1344年）にイングランドではガーター騎士団が結成された。『アーサー王伝説』に由来し、対仏戦争の士気を高揚させる目的があった。同勲章は1400年に初めて外国人に授与され、外交上の意義を持つようになる。1422年にはフィリップ善良公へも授与が打診されたが辞退している
他方、東欧情勢では、オスマン帝国（トルコ）がオスマン・東ローマ戦争の渦中であり、メフメト1世（在位：1413年 - 1421年）とムラト2世（在位：1421年 - 1444年）によって再統一され、再び国力を増していた。

### 黎明期

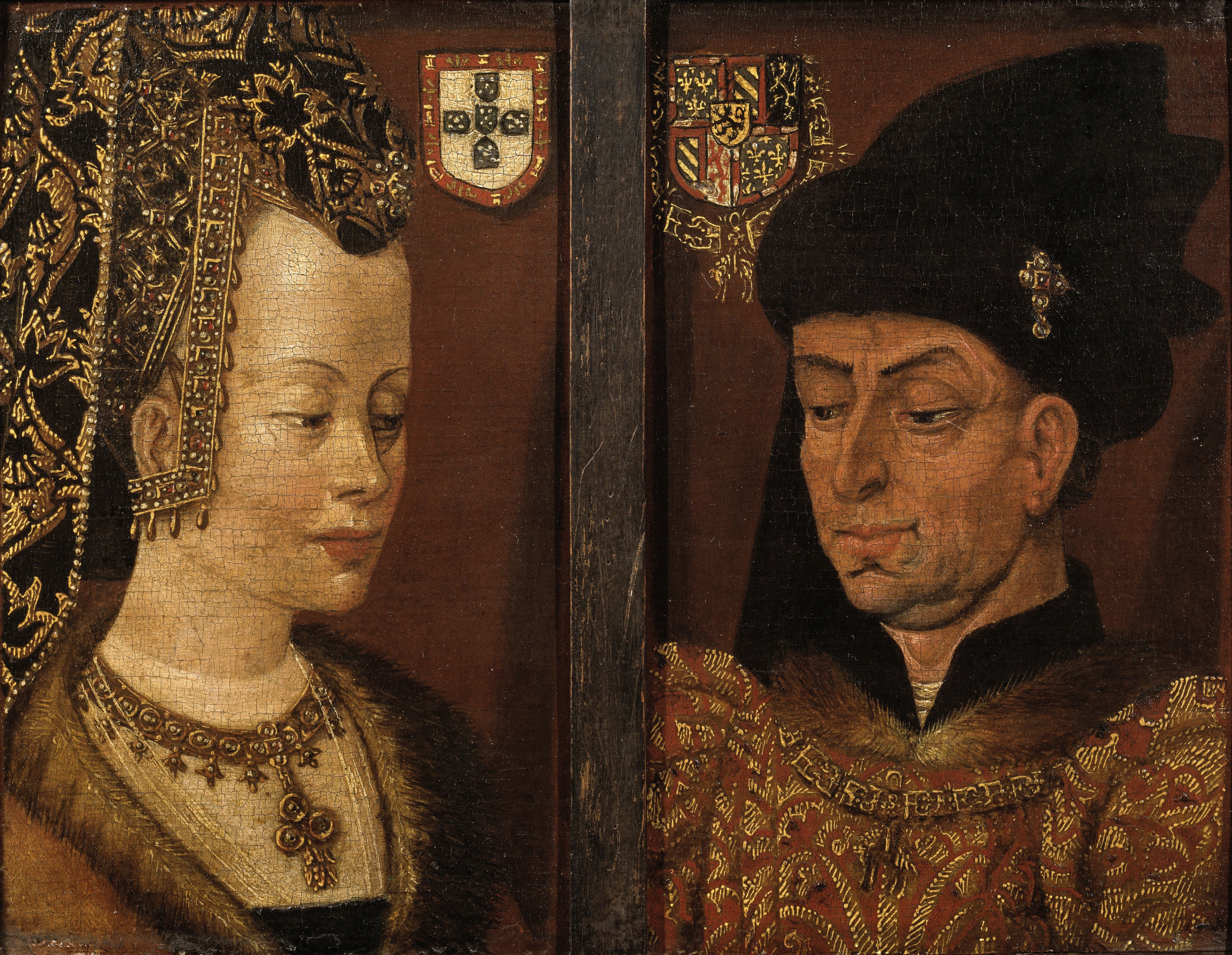
イザベルとフィリップ善良公（ヘント市立美術館収蔵）

1430年1月10日、フィリップ善良公とポルトガル王女イザベルとの婚礼の祝宴の中で、創設が発表された。
創設前後の記録は、紋章院長官であるジャン・ルフェーブル・ド・サン＝レミの『年代記』に詳細に残されている。創設目的のひとつに「キリスト教信仰の擁護」が掲げられ、フィリップ善良公の構想に十字軍があったことを示している。また、ガーター騎士団への対抗意識から構成されたことも指摘されている。
第1回集会は、聖アンデレの祝日である1431年11月30日に、リール（現・フランス）で開催された。集会直前の11月27日に公表された騎士団規約で、団員数は団長であるブルゴーニュ公1名と騎士30名の、計31名と定められ、第1回集会までに25名が選出された。
1443年11月30日、ディジョンで第3回集会が開催された。直前の11月10日に誕生した、フィリップ善良公の嫡男シャルルの騎士団参加を容易にするため、この時に定員を25名（主権者と団員24名）から31名としたとする説もある。
後、百年戦争におけるアジャンクールの戦い（1415年）以来捕虜となっていたオルレアン公シャルルについて、フィリップ善良公がその解放に尽力した縁で、オルレアン公シャルルとマリー・ド・クレーヴの結婚を成立させた。二人の結婚式の直後、1440年11月30日に開催された、第6回目の集会でオルレアン公シャルルは38番目の騎士となった。
オスマン帝国の脅威が迫るにつれ、1451年の騎士団集会ではシャロン大司教ジャン・ジェルマン（Jean Germain）が十字軍結成の熱烈な演説を行った。1453年のコンスタンティノープル陥落による東ローマ帝国滅亡を受け、フィリップ善良公は1454年に十字軍集会を開催し、参列者に十字軍宣誓（雉の宣誓）を行わせた。これは、ブルゴーニュ宮廷で行われた最も華麗な宴会として記録されている。食事などその場で消費される経費だけでなく、出席者の衣装までもが善良公による支出だった。ただし、余興の出演者の呼びかけで善良公以下が次々に行う演出がかった宣誓は、あらかじめ「不可抗力により実行不可能」になることも想定されているものだった。
1456年、ローマ教皇カリストゥス3世が十字軍結成を欧州諸侯に呼びかけると、フィリップ善良公は遠征計画を作成し、同年6月、金羊毛騎士団の第9回集会で、フランス国王に対し十字軍宣誓に応じ、遠征を行うよう要請した。また、この第9回集会では、かつての十字軍国家であるアンティオキア公国の名目上の君主ジョアン・デ・コインブラが騎士団員となった。ただし、この十字軍は、西ヨーロッパ情勢や善良公自身の健康問題から、実現しなかった。
1467年6月、フィリップ善良公が逝去し、シャルル突進公（ル・テメレール）が団長となる。シャルル突進公は1468年4月末から5月に開催された第19回騎士団会議で、政敵であるクロワ一族3名を大逆罪で告発する。君主として司法裁判にかけ死刑とすることも可能だったが、騎士団としては名誉のみを扱うとし、彼らは領外追放となった。
1468年、イングランド王国は薔薇戦争でブルゴーニュの支援を受けるため、イングランド王エドワード4世の妹、マーガレットとシャルル突進公が結婚した。この際にエドワード4世とシャルルは、ガーター勲章と金羊毛勲章を互いに授与しており、創設40年未満ですでに金羊毛騎士団が国際的な重要性を帯びるようになっていた。
1477年にシャルル突進公が戦死し、一人娘のマリーがハプスブルク家のマクシミリアンと結婚した。それに伴い、公位もハプスブルク家に継承され、騎士団規約に基づきマクシミリアンが主権者となった。ハプスブルク家は16世紀に飛躍的に勢力を伸ばし、それに伴って金羊毛騎士団の地位も上昇した。当初31名とされていた定員は、領土の拡大に伴い神聖ローマ皇帝カール5世により51名に増員。その後も増員されている。

### スペイン、オーストリアの分裂

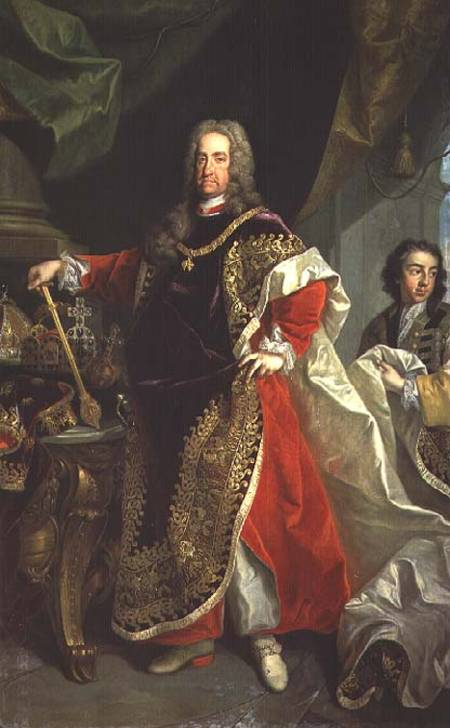
神聖ローマ皇帝カール6世

カール5世は、スペイン及びネーデルラントを長男フェリペ2世に、オーストリア、ハンガリー及びボヘミアを弟フェルディナント1世に継承させたため、ハプスブルク家はオーストリア本家とスペイン系（アブスブルゴ家）の2系統に分かれた。ブルゴーニュ公位並びに金羊毛騎士団の地位もフェリペ2世が受け継いだ。フェリペ2世は、ローマ教皇グレゴリウス13世の許可を得て、騎士団集会での選出以外に、騎士団長のみの叙任ができるようにした。
その後、近親婚も原因で、カルロス2世は先天的に虚弱であり、スペイン・ハプスブルク家は断絶する。この際、カルロスの異母姉でフランス王妃マリー・テレーズの孫であるアンジュー公フィリップが後継者指名を受けていたが、神聖ローマ皇帝レオポルト1世は末子のカール大公（後、神聖ローマ皇帝カール6世）を推したためスペイン継承戦争が勃発した。最終的に、フィリップが『フェリペ5世』となることで決着し、今日まで続くスペイン・ブルボン家（ボルボン家）が興る。一方、ネーデルラントとブルゴーニュ公位はオーストリア領ネーデルラントとして、オーストリア側に移った。
その結果、18世紀初頭以降、スペイン及びオーストリアの双方から叙任（授与）される騎士団勲章となった。分裂後、騎士団勲章をオーストリアに定着させた点において、オーストリア金羊毛騎士団の初代主権者となったカール6世を第2の創設者と評価する見方もある。
オーストリア宮廷においての騎士団勲章は、ブルゴーニュ公国時代からの伝統に基づく壮麗な儀式に加え、様々な儀式や式典で皇帝に近い席を与えられるなど、名誉と特権を可視化し、高い地位を維持し続けた。1740年のカール6世崩御後、長女のマリア・テレジアが実質的な『女帝』としてハプスブルク君主国を継承。騎士団主権者は、夫である皇帝フランツ・シュテファンが継承したが、運営には女帝自身も深く関与した。マリア・テレジアはオーストリア継承戦争や七年戦争の勝利を目指し、ハウクヴィッツ伯爵を抜擢して内政改革等に取り組んだ。女帝はハウクヴィッツ伯爵を信頼し重用したが、この改革は高位の貴族からの反発も大きかった。
金羊毛騎士団勲章には、団員選出の基準に明確な功労が定められておらず、高位貴族のみのステータスシンボルとして捉えられている面もあった。しかし、女帝は夫を通じて、アーヘンの和約後にカウニッツ伯爵を、士官学校創設後にダウン将軍をそれぞれ金羊毛騎士に叙任させ、その功労に報いている。1759年11月29日、フランツ・シュテファンの推薦を得た他の2名の貴族とともに、ハウクヴィッツ伯爵は騎士に叙任された。騎士団員を多数輩出してきた家系の貴族は、明らかな反発を示した。次代のヨーゼフ2世は、騎士団による宗教行事等の規模を大幅に縮小した。

### 近現代

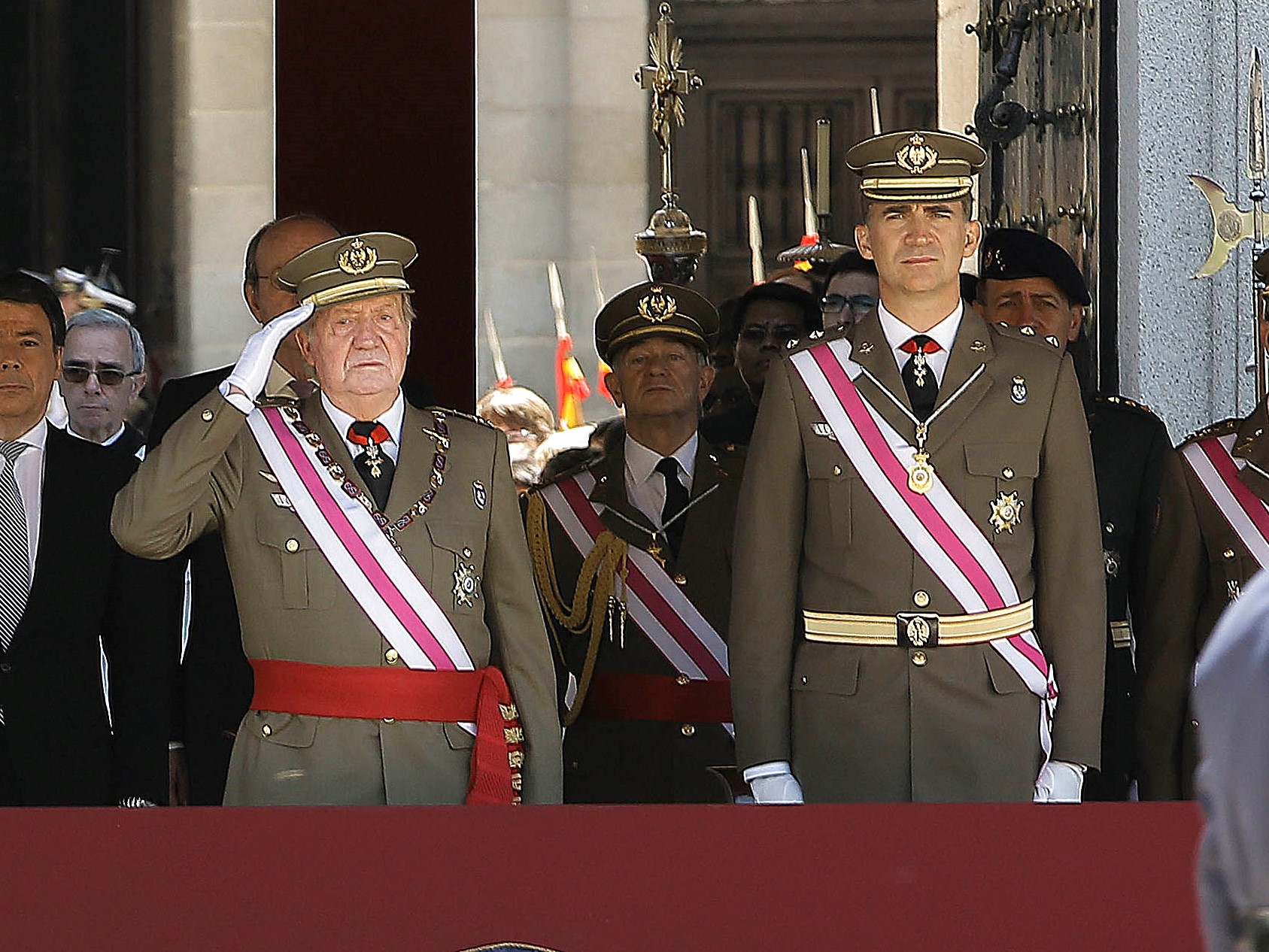
2014年撮影、スペイン国王フアン・カルロス1世とフェリペ王太子

#### オーストリア
オーストリアでは、カトリックの男性王侯貴族に限定して授与が行われた。ただし、ナポレオン戦争後に、非カトリック教徒である英国のジョージ摂政王太子（のちに国王ジョージ4世）に対し、外交的理由から例外的に授与している。第一次世界大戦後にオーストリア革命により、ハプスブルク家のカール1世が帝位を失い、国家や君主による騎士団勲章としては消滅した。しかし、騎士団主権者をベルギー王アルベール1世が受け継ぐという提案がスペインの反対でつぶれたため、元皇太子オットーを経て、その長男カールへと騎士団主権者が受け継がれ、今日もハプスブルク家による「栄誉」として存続している。

#### スペイン
スペインでは、王家の授与する最高位の勲章として存在している。かつては女性は授与されておらず、例えばヴィクトリア女王は金羊毛勲章に次ぐカルロス3世勲章の受章に留まり、代わってアルバート王配が金羊毛勲章を受けている。
しかし現在は、授与対象はカトリック教徒及び男性に限定されず、日本では明治天皇以降第125代天皇（現・明仁上皇）まで、近代以降、明治から平成まで四代の天皇がスペイン金羊毛勲章を受章している。
また、スペイン君主の称号の一つに「ブルゴーニュ公」や「金羊毛騎士団総長（グランドマスター）」が含まれている。

## 徽章
|                  |
| 頸飾（西墺共通） |

| スペイン金羊毛勲章 | スペイン金羊毛勲章 | オーストリア金羊毛勲章 |
| ------------------ | ------------------ | ---------------------- |
|                    |                    |                        |
| 主権者用綬章       | 団員用綬章         | 綬章                   |

綬章については、大きさにバリエーションがあるが、首の中央につける中綬が肖像画及び写真に多く残されている（#騎士団員を参照）。

## ギャラリー

### 勲章

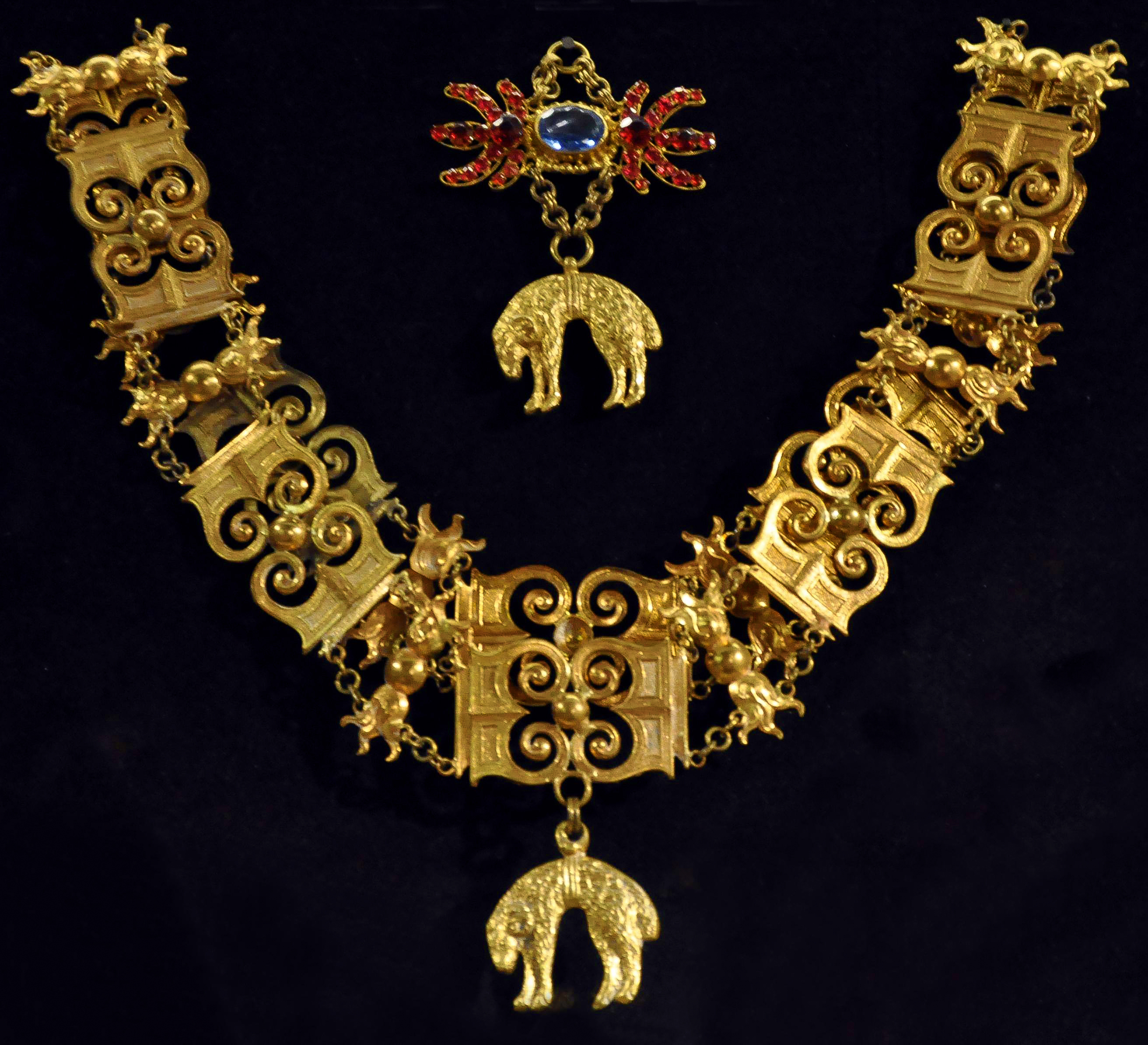
スペイン金羊毛勲章の頸飾及び綬章（リエージュ、クルティウス博物館（英語版）収蔵）
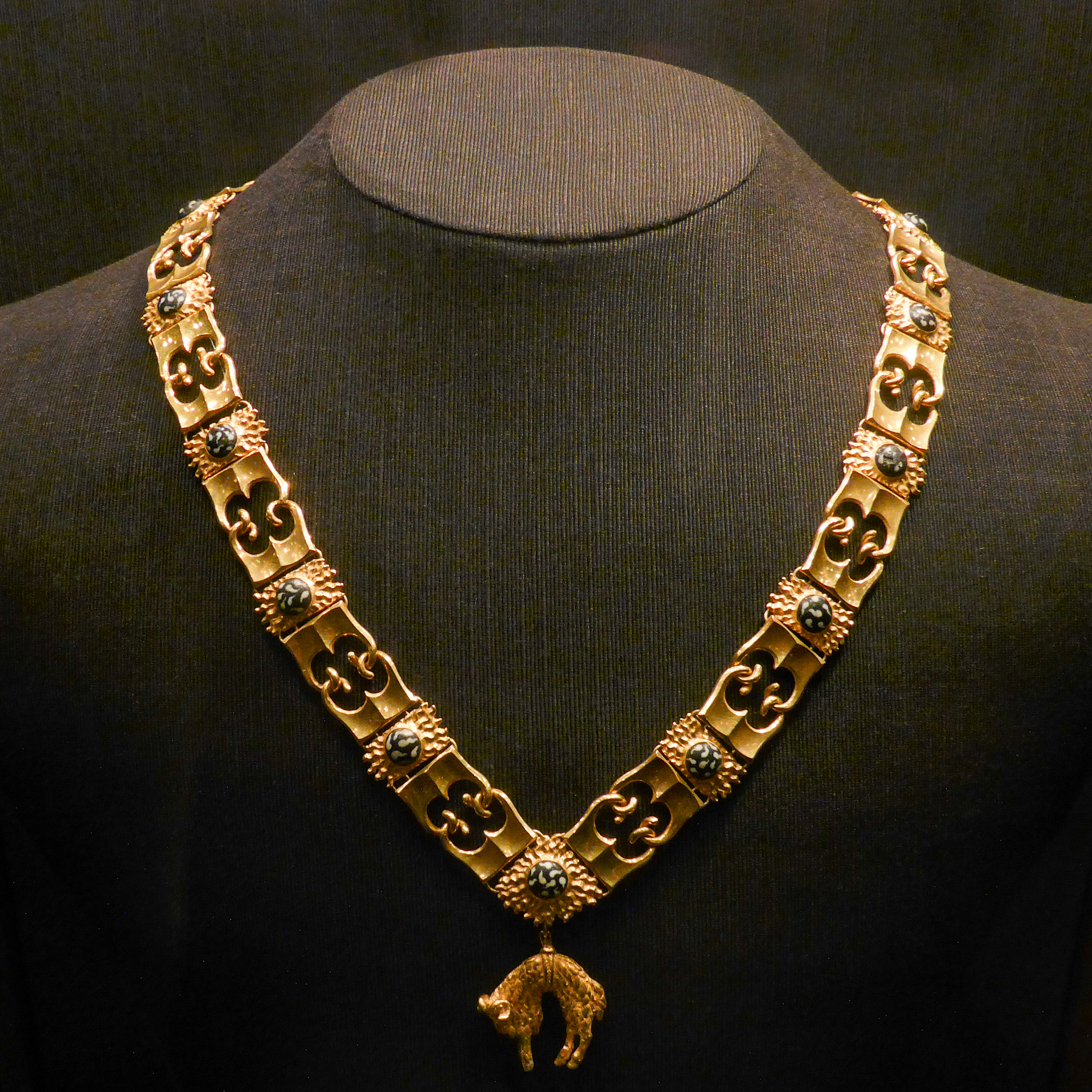
オーストリア金羊毛勲章の頸飾（ウィーン王宮宝物館（英語版）収蔵）
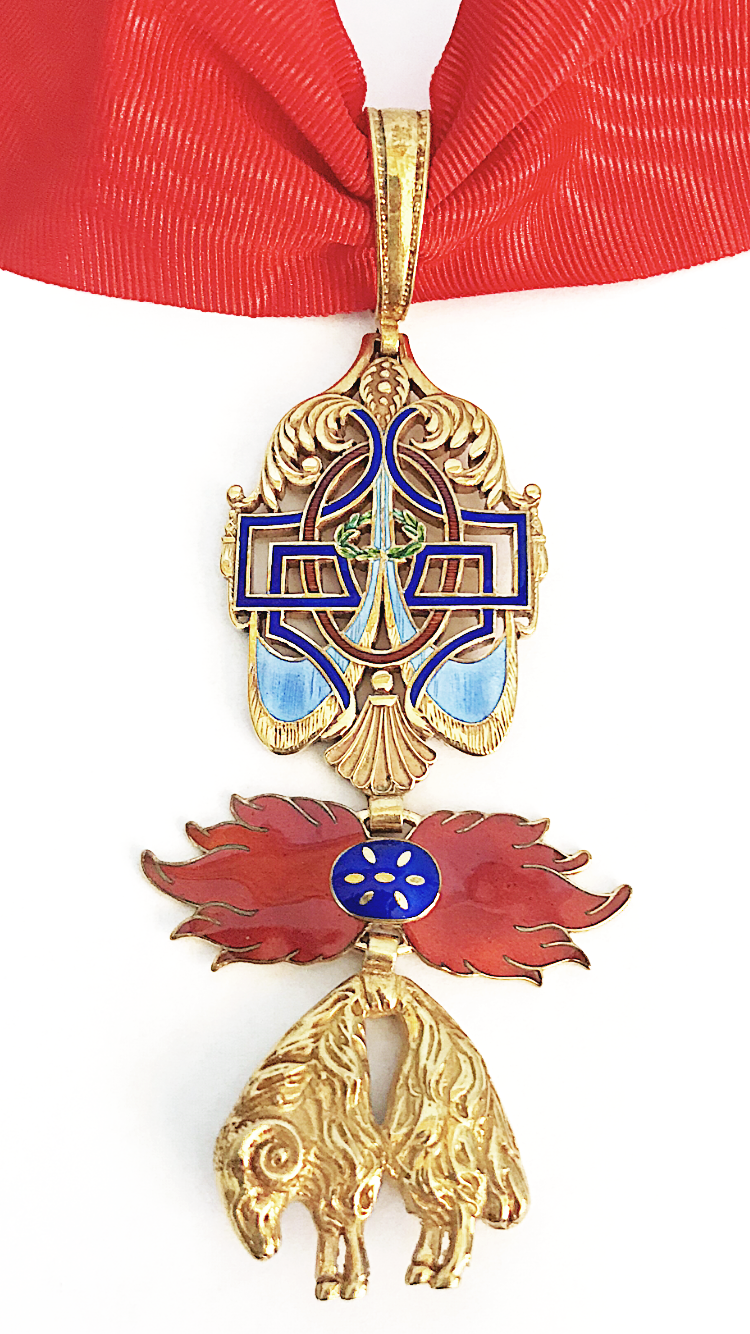
近現代のスペイン金羊毛勲章の中綬
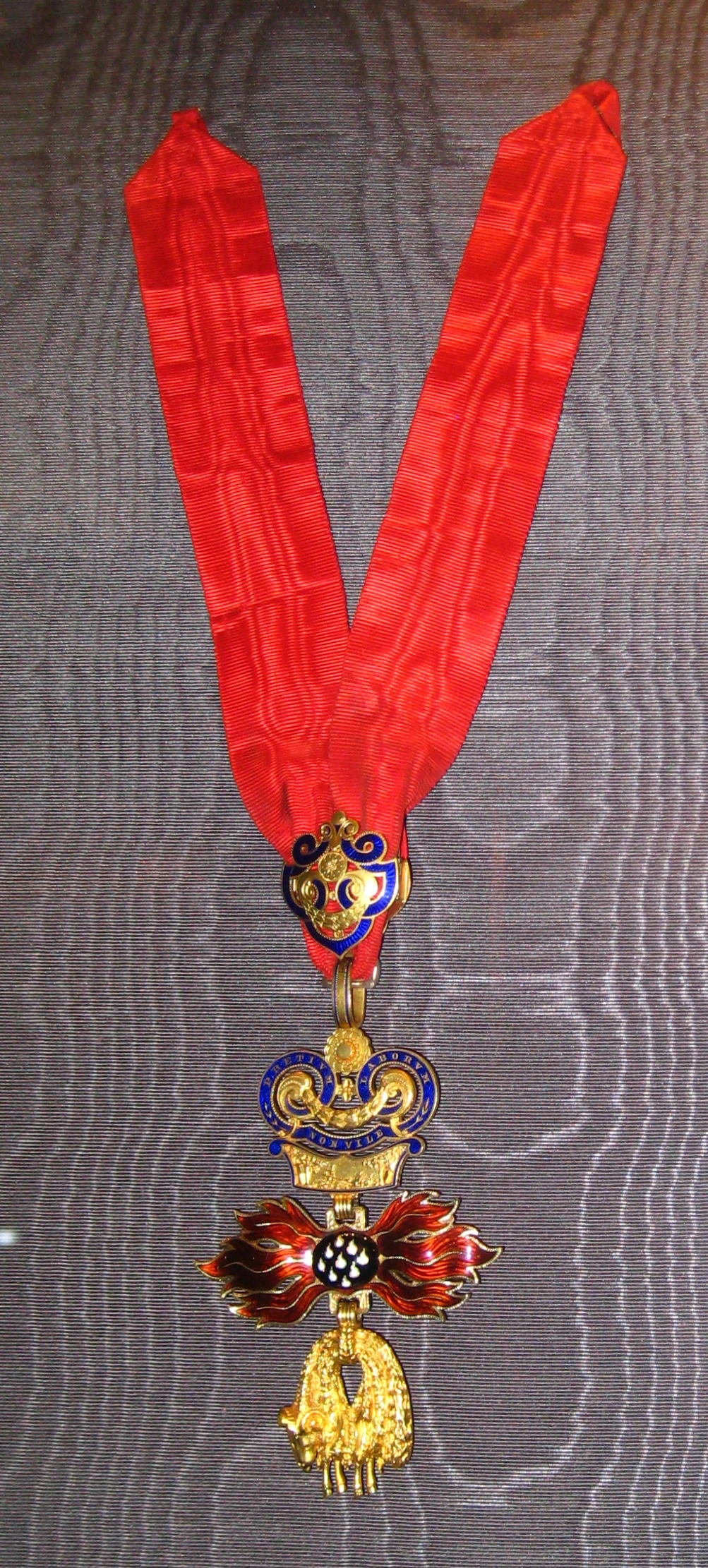
オーストリア金羊毛勲章の中綬
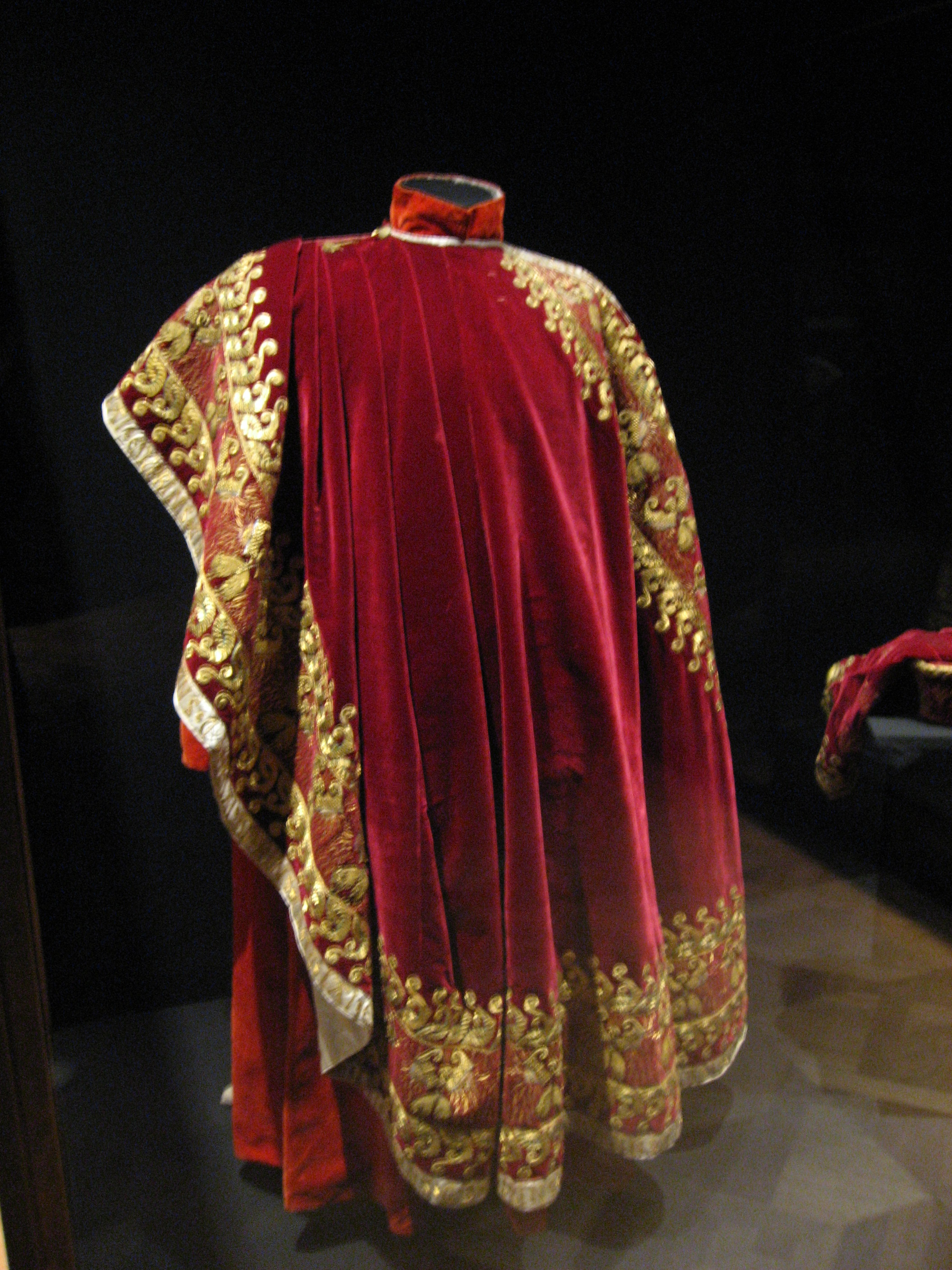
ローブ（ウィーン王宮宝物館（英語版）収蔵）
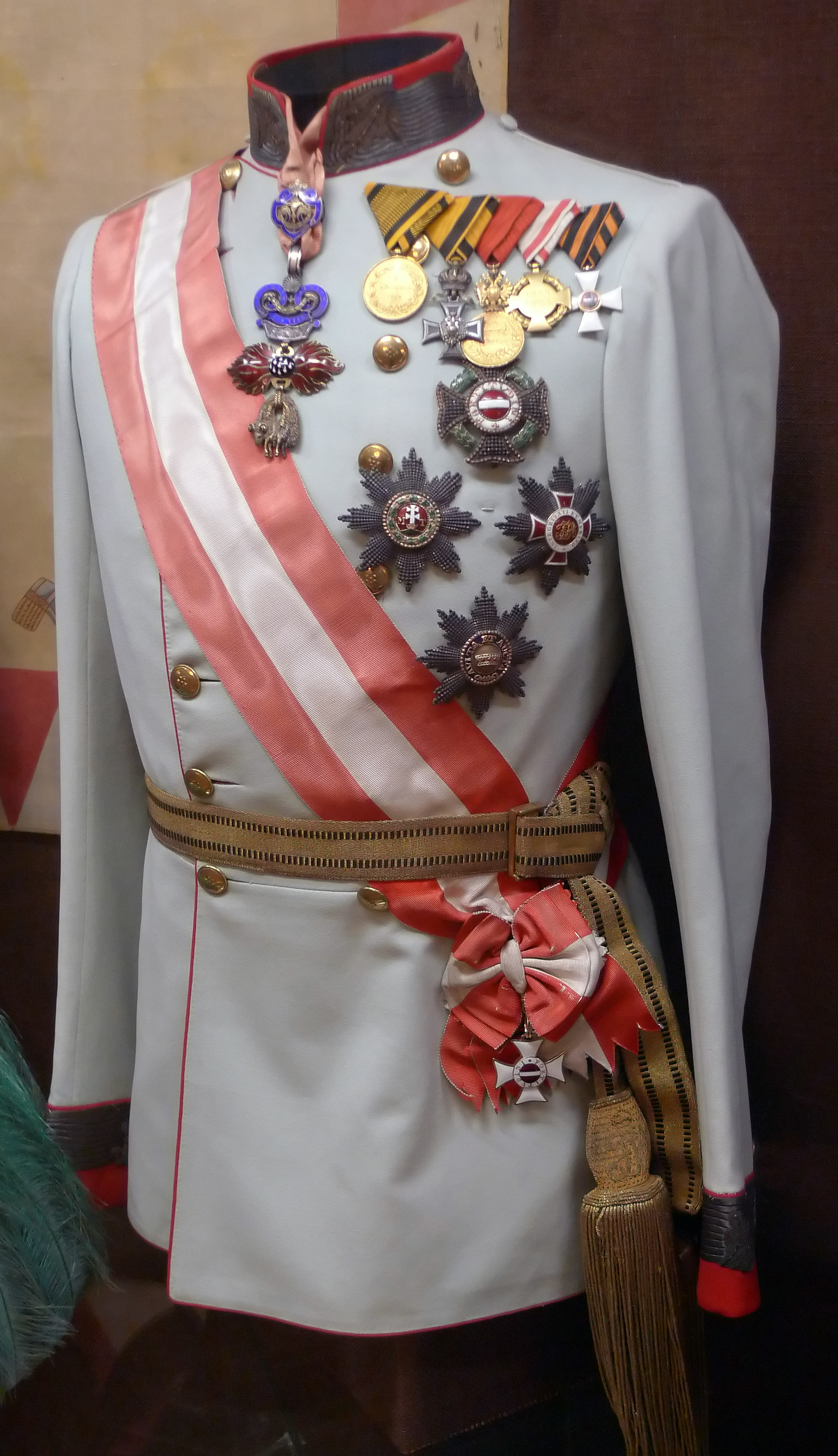
フランツ・ヨーゼフ1世の軍服と勲章（ウィーン軍事史博物館収蔵）

### 会議・式典

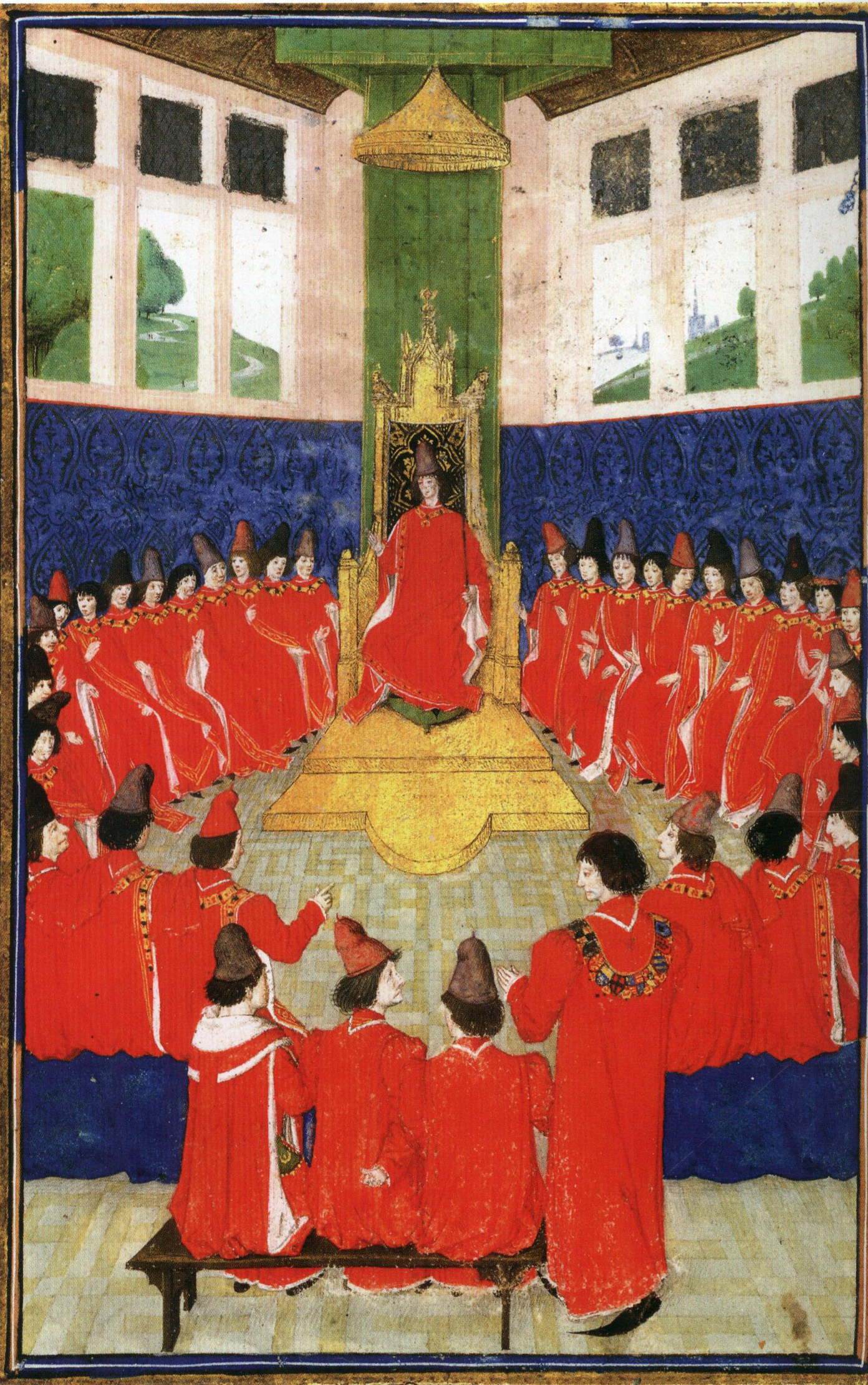
1470年代の騎士団会議
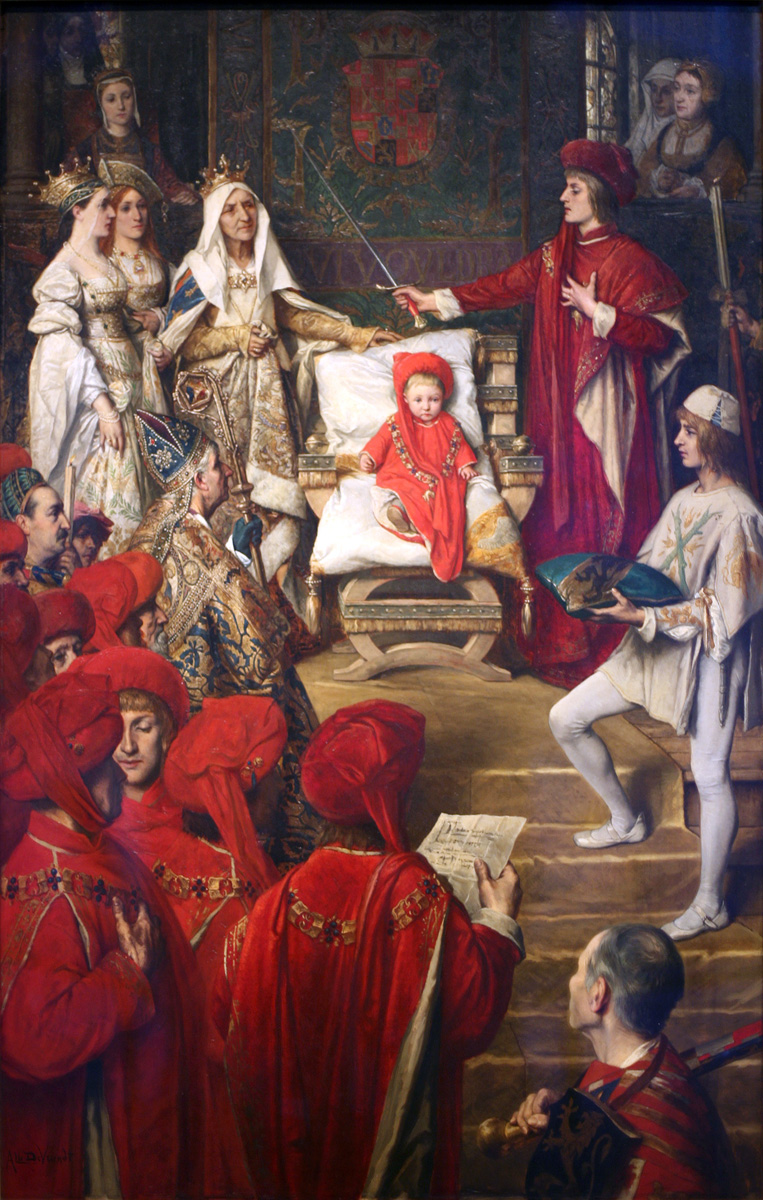
フィリップ美公による、長男カールの叙任

### 紋章

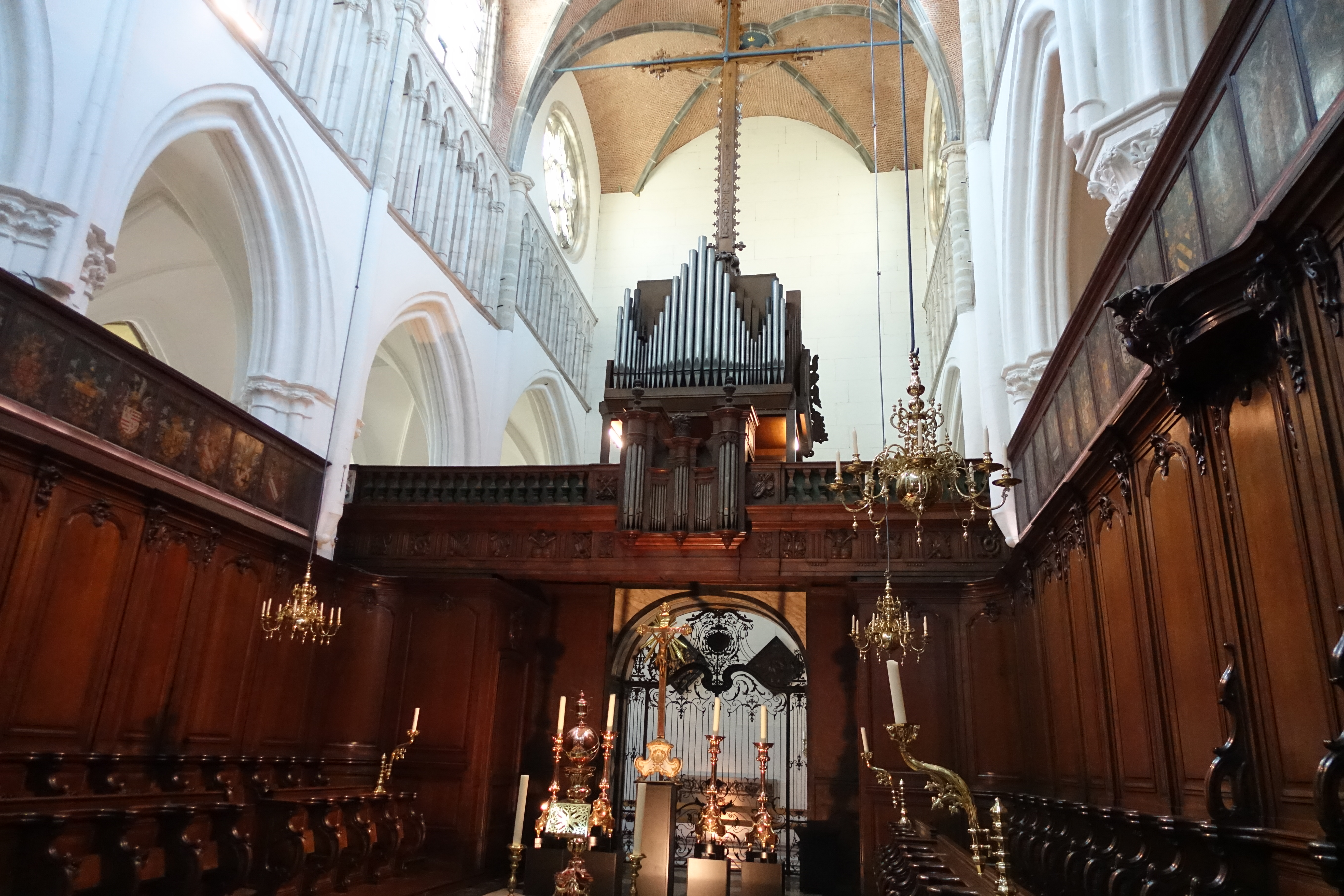
1468年当時の騎士団員の紋章（ブルッヘ、聖母教会内）
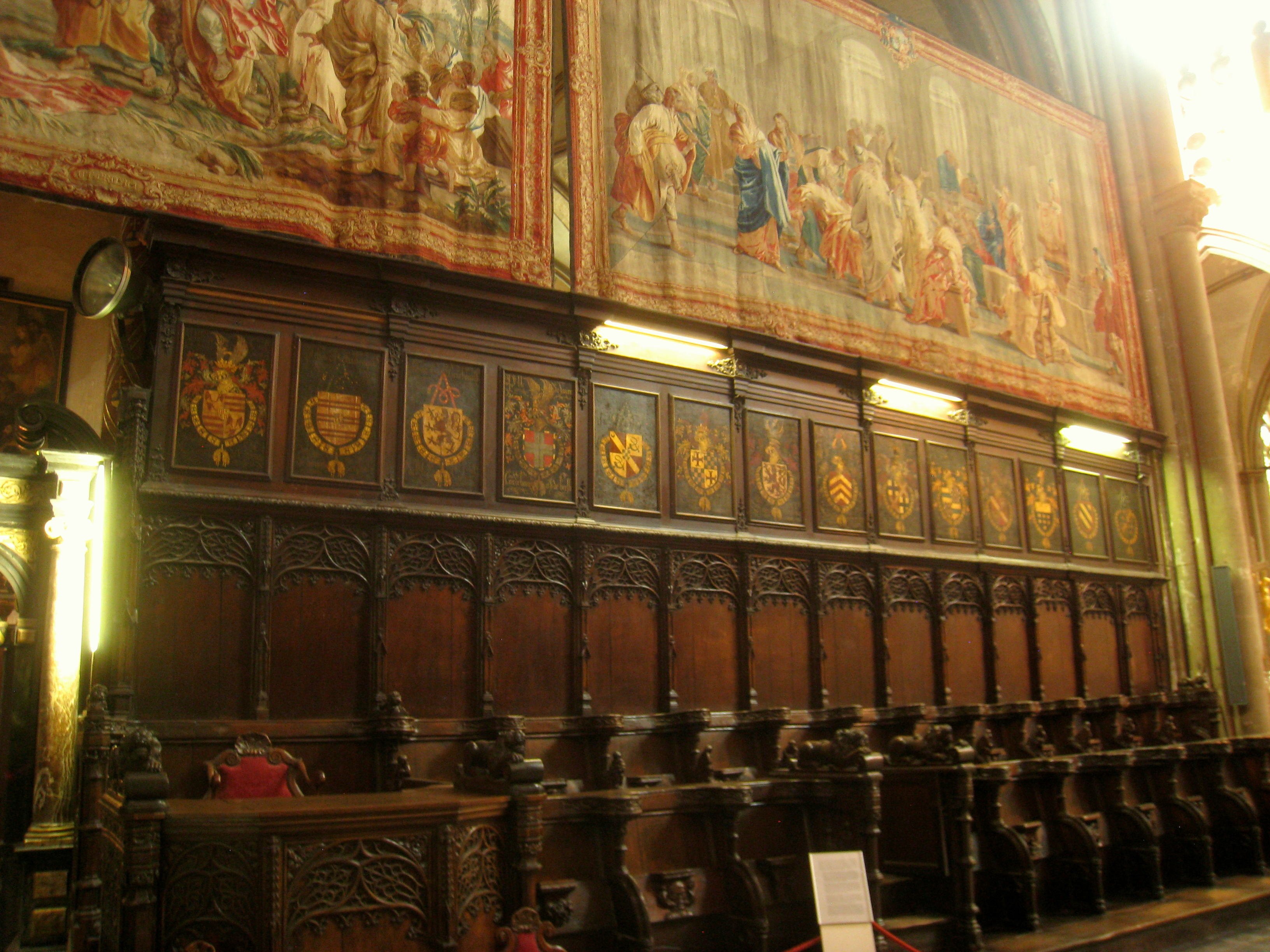
1478年当時の騎士団員の紋章（ブルッヘ、救世主大聖堂内）
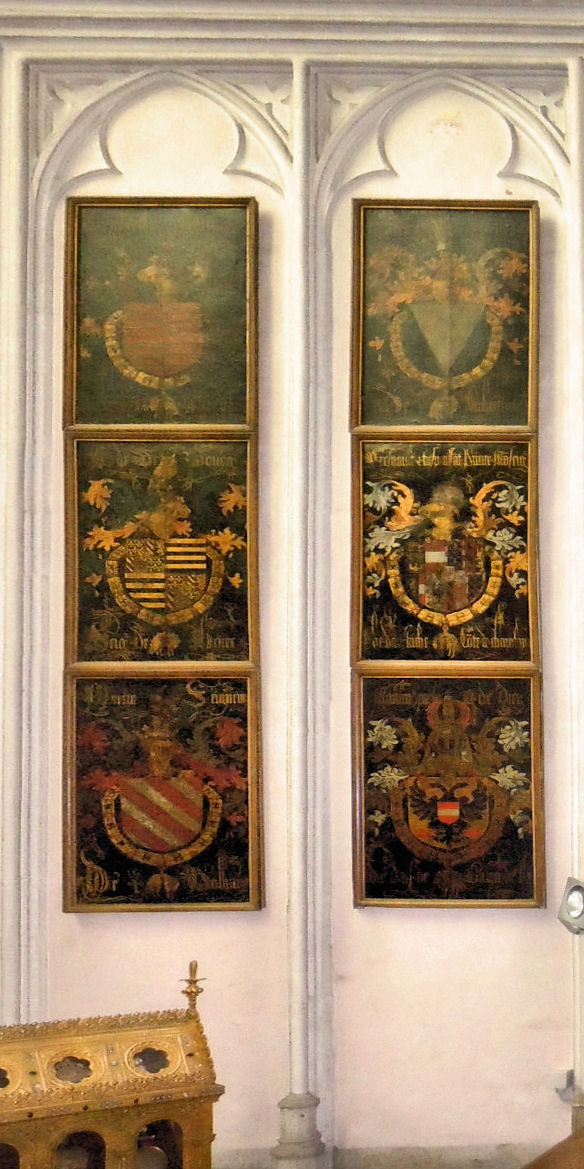
1491年当時の騎士団員の紋章（メヘレン、聖ロンバウツ大聖堂内）
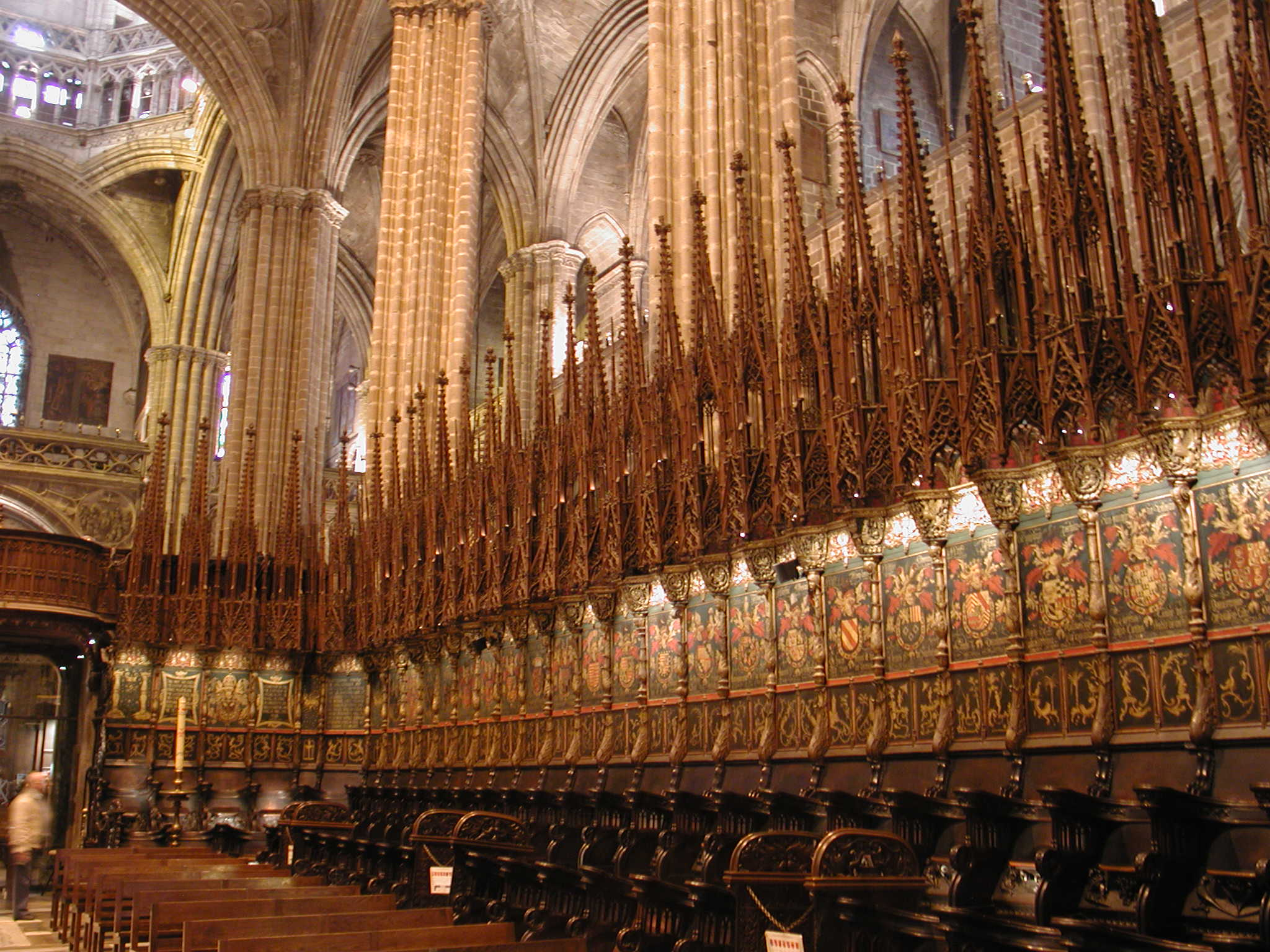
1519年当時の騎士団員の紋章（バルセロナ、サンタ・エウラリア大聖堂内）
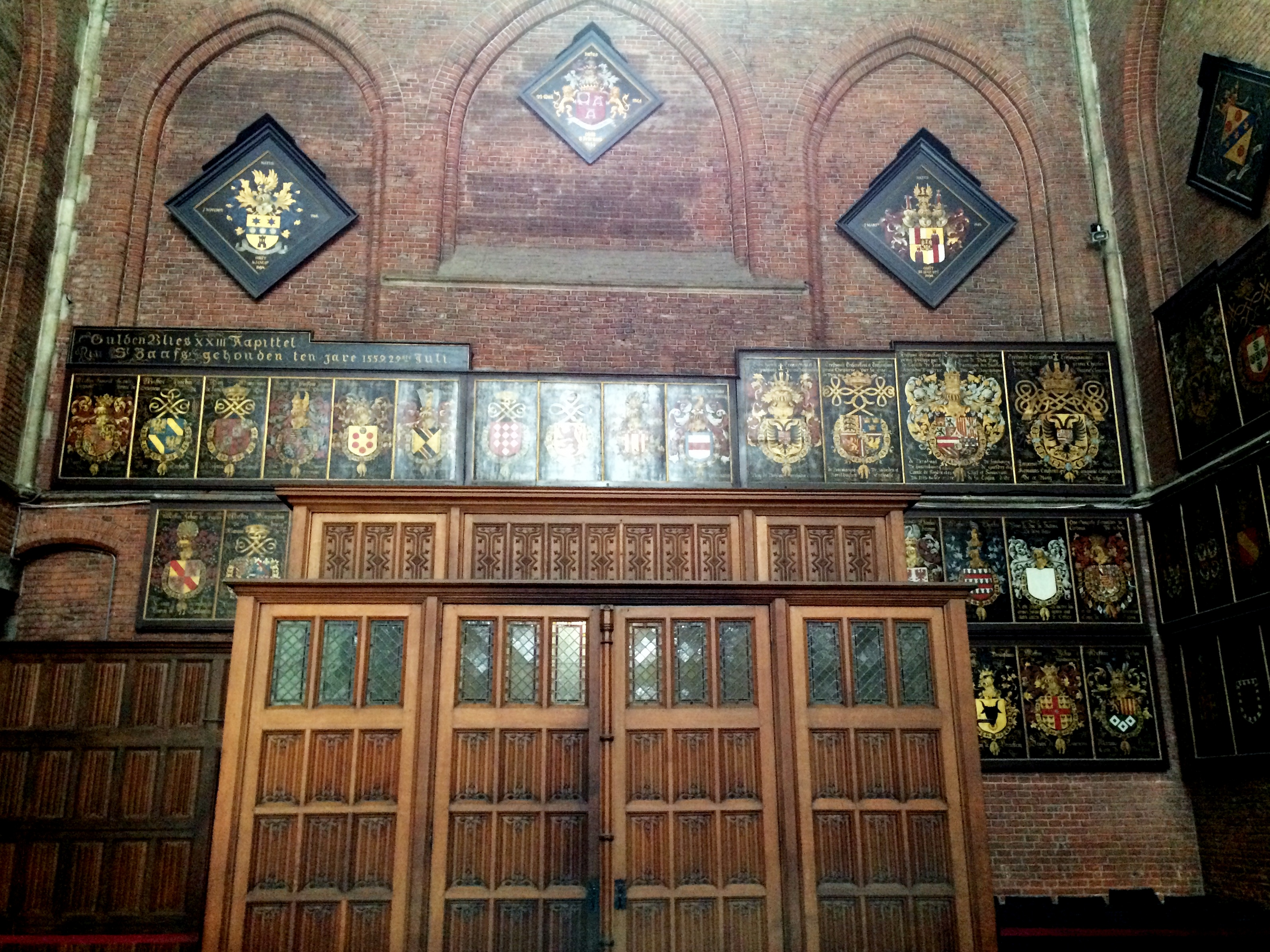
1559年当時の騎士団員の紋章（ヘント、聖バーフ大聖堂内）
オーストリア帝国の国章（1815年 - 1866年）
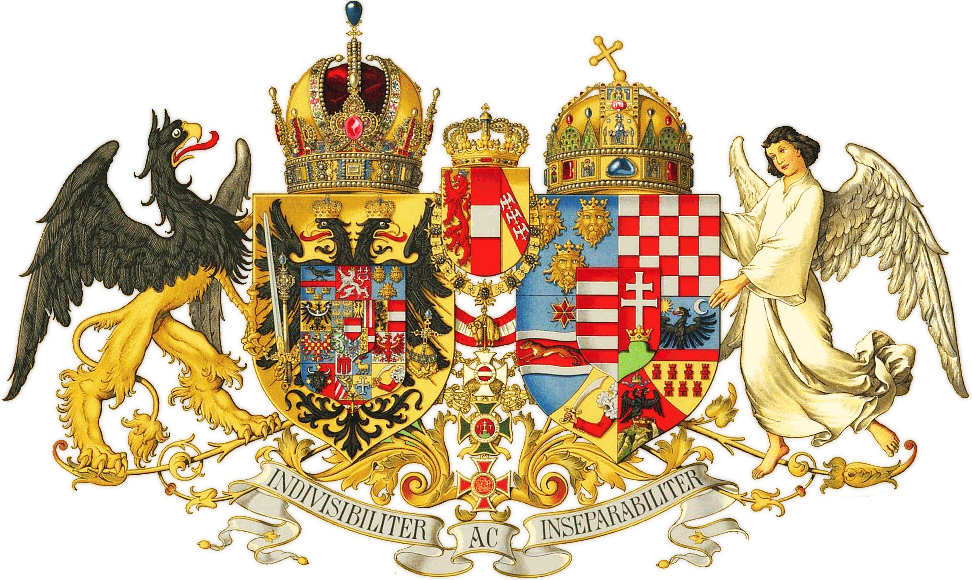
オーストリア＝ハンガリー帝国の国章（1867年 - 1918年）
スペイン王国の旧国章（1874年 - 1931年）

### 主権者
分裂以前

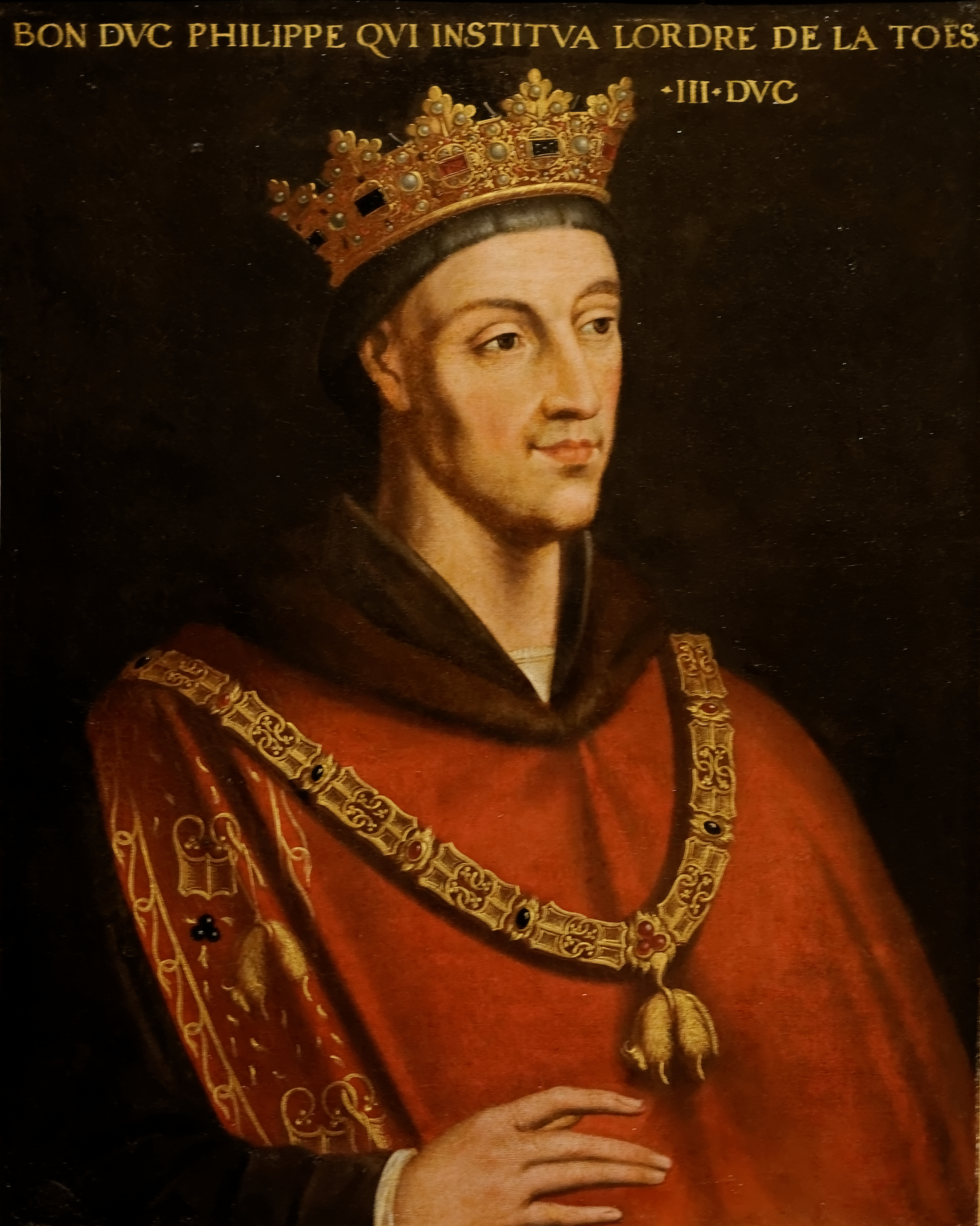
創設者フィリップ善良公
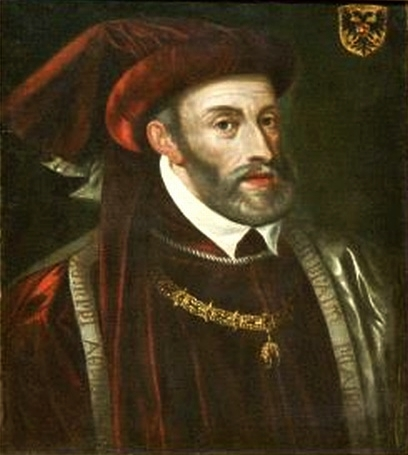
神聖ローマ皇帝カール5世
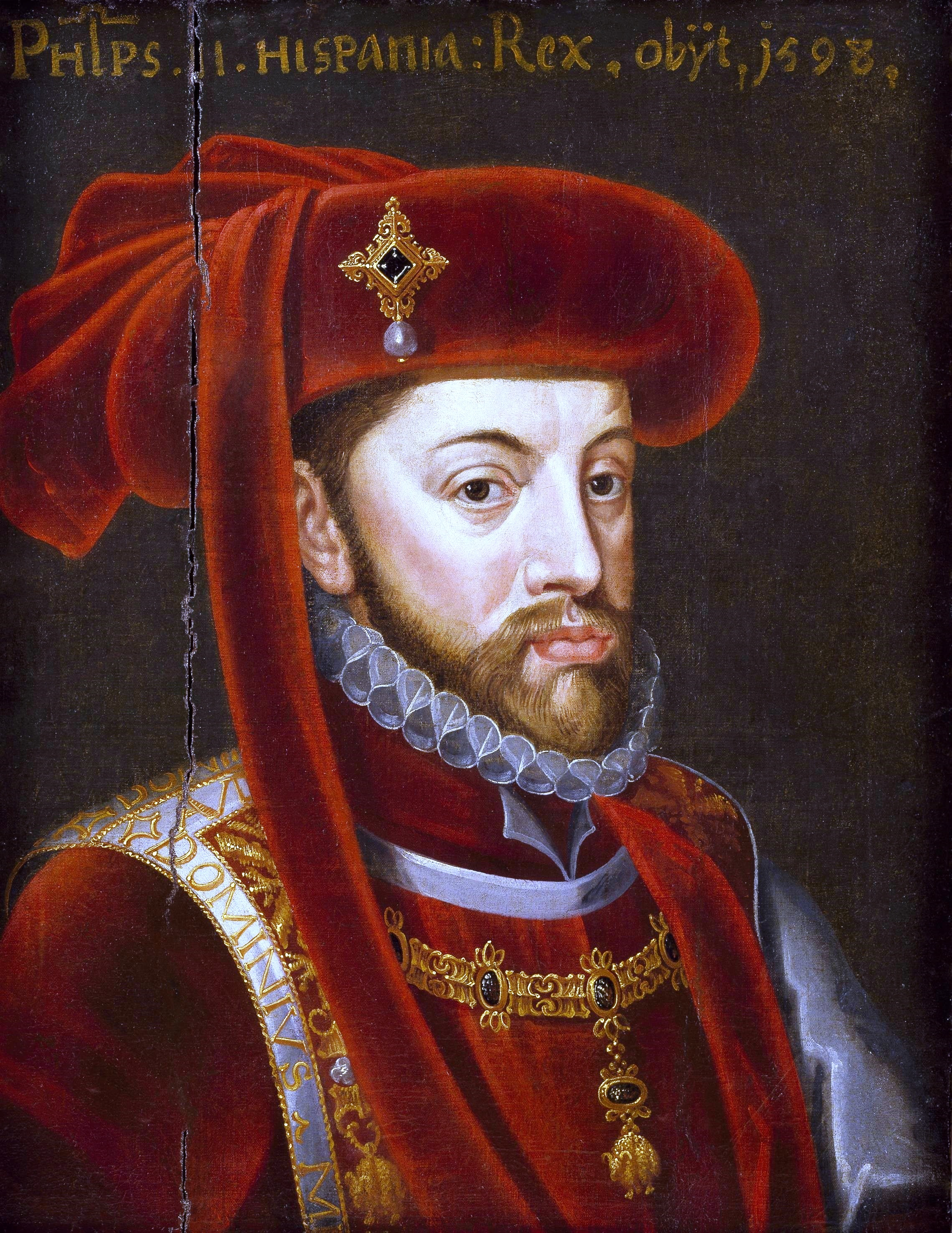
スペイン国王フェリペ2世
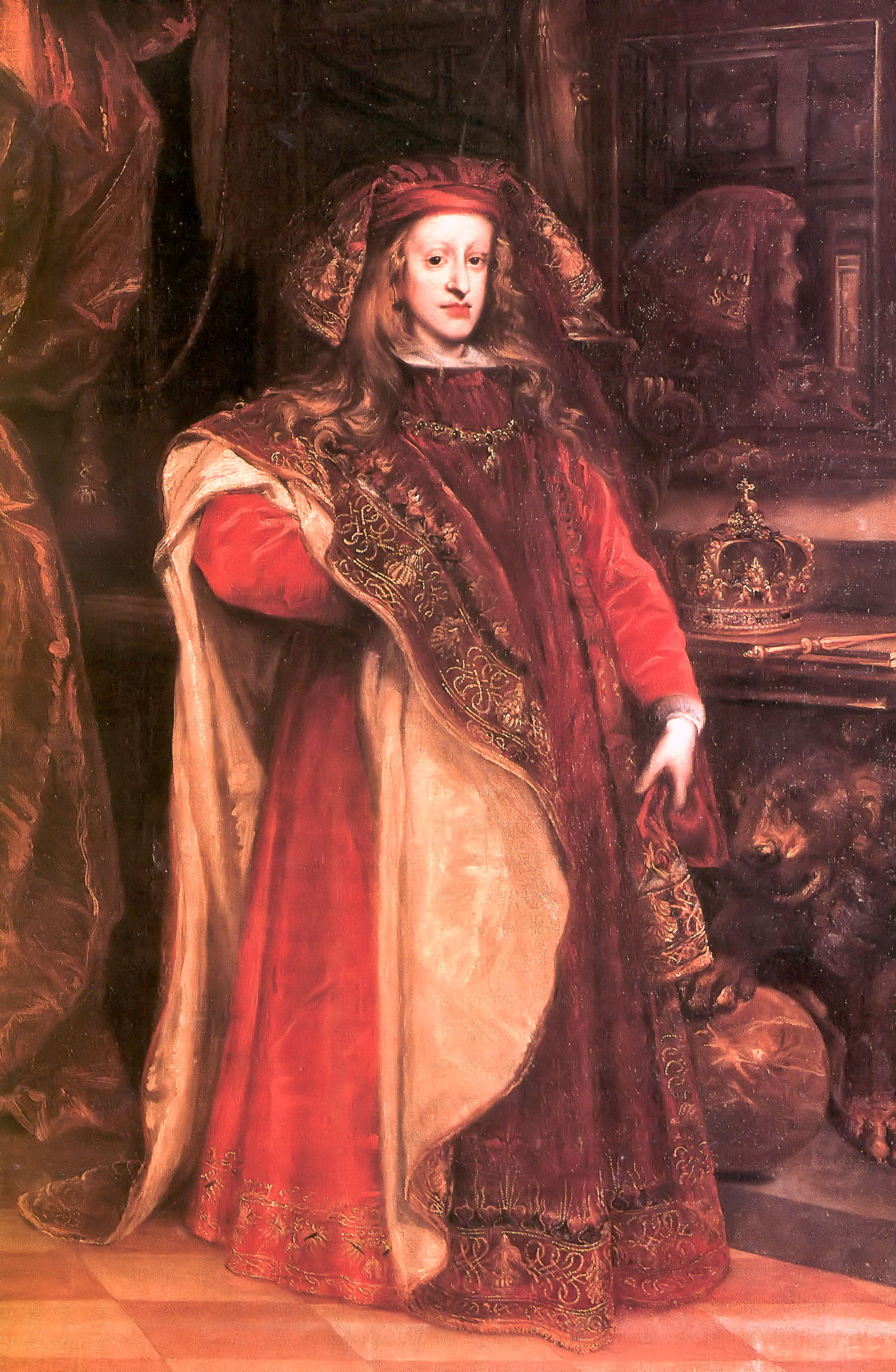
スペイン国王カルロス2世

オーストリア

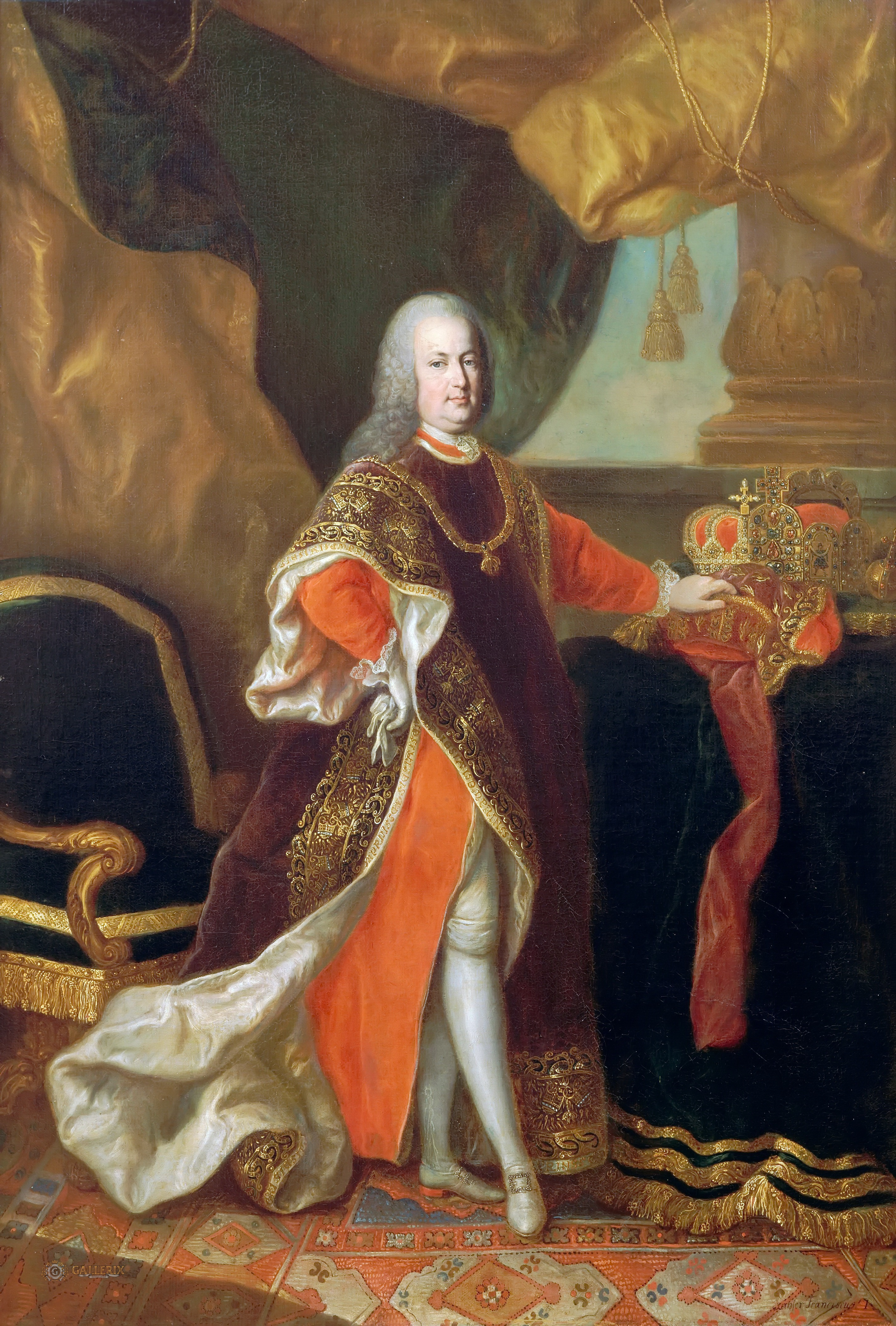
神聖ローマ皇帝フランツ1世
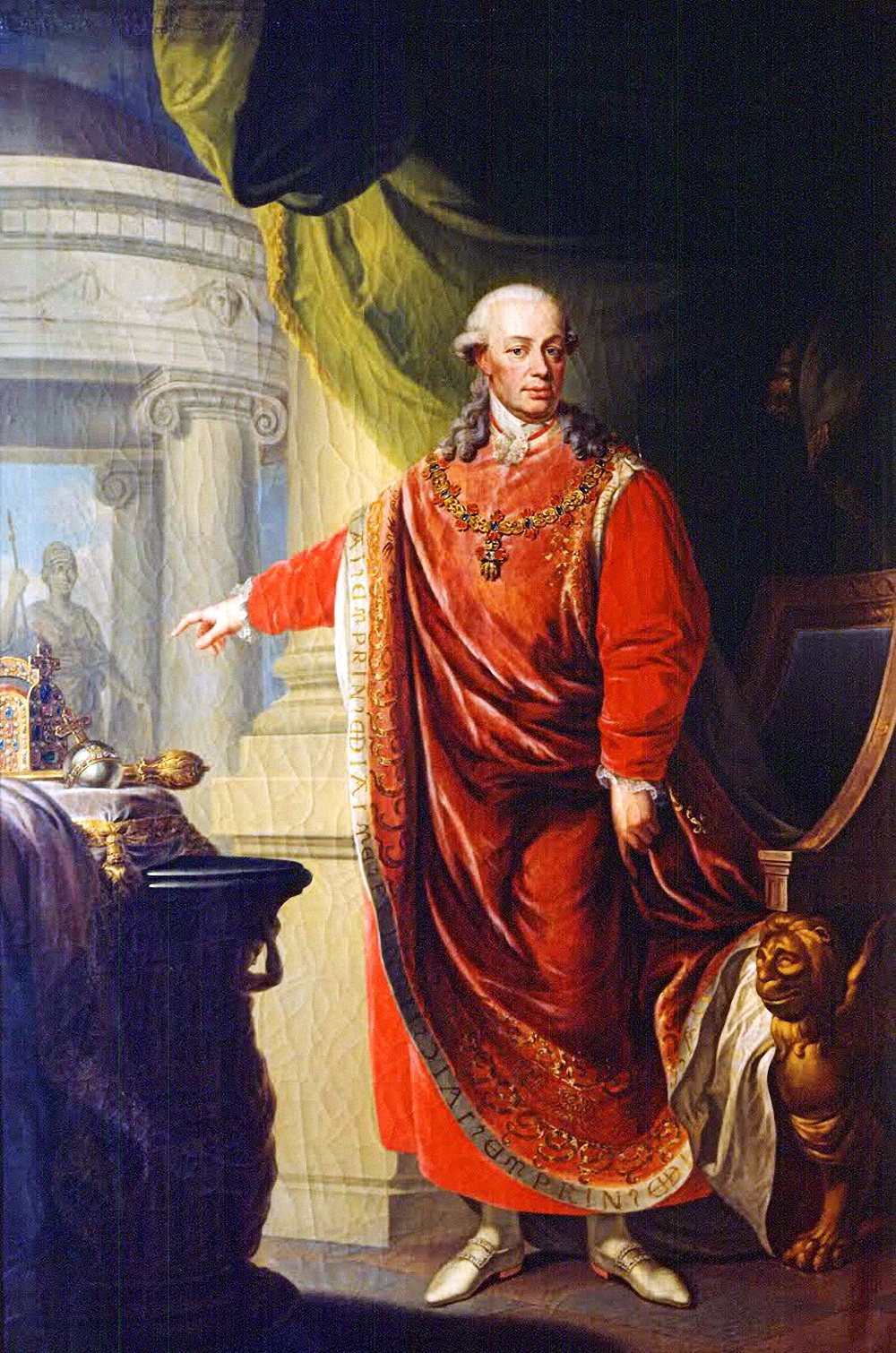
神聖ローマ皇帝レオポルト2世
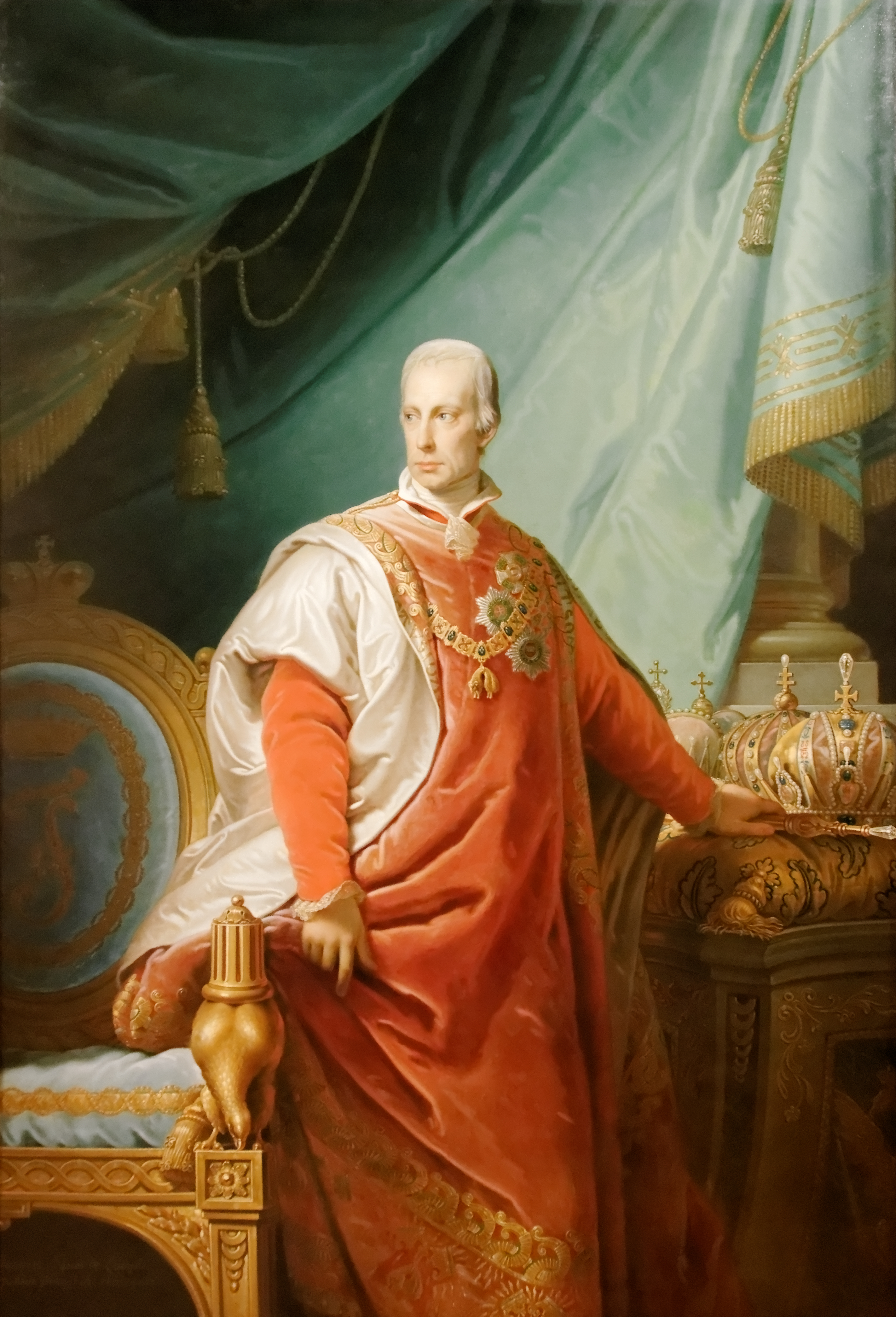
神聖ローマ皇帝フランツ2世
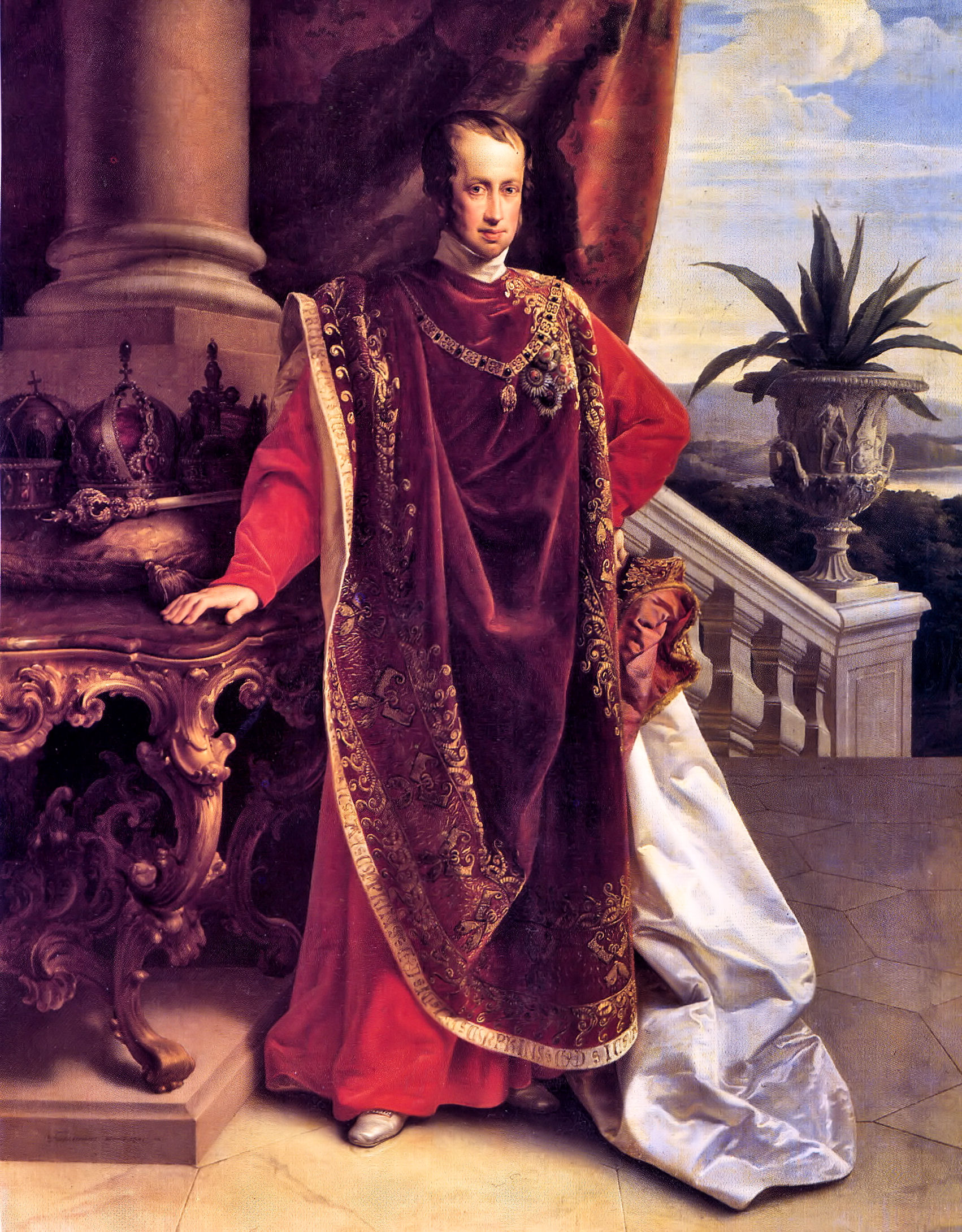
オーストリア皇帝フェルディナント1世
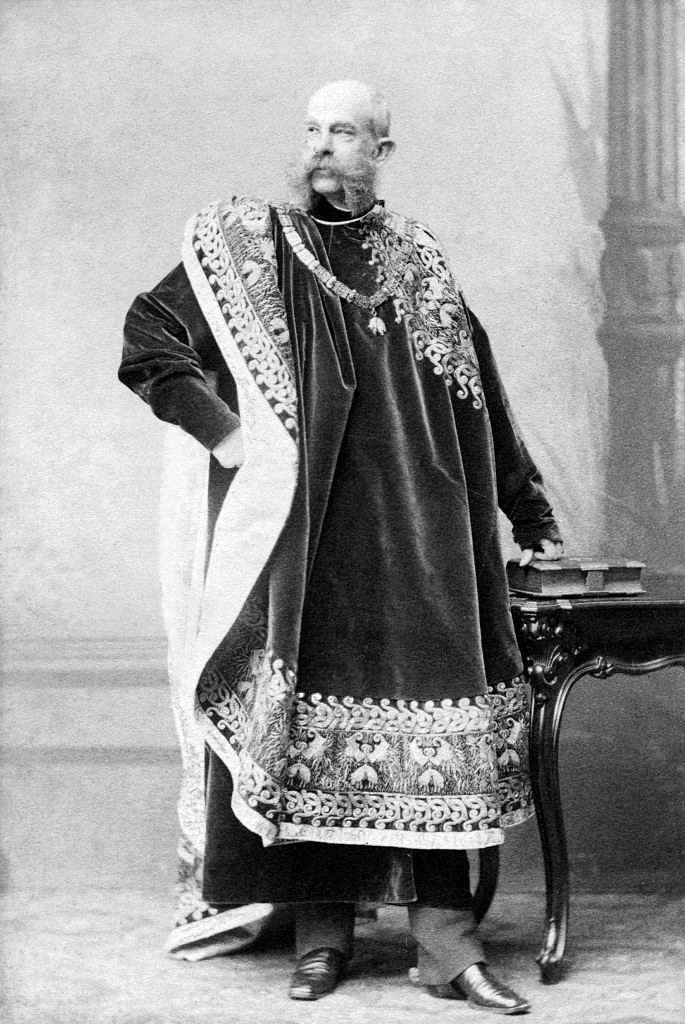
1880年頃撮影、オーストリア皇帝フランツ・ヨーゼフ1世
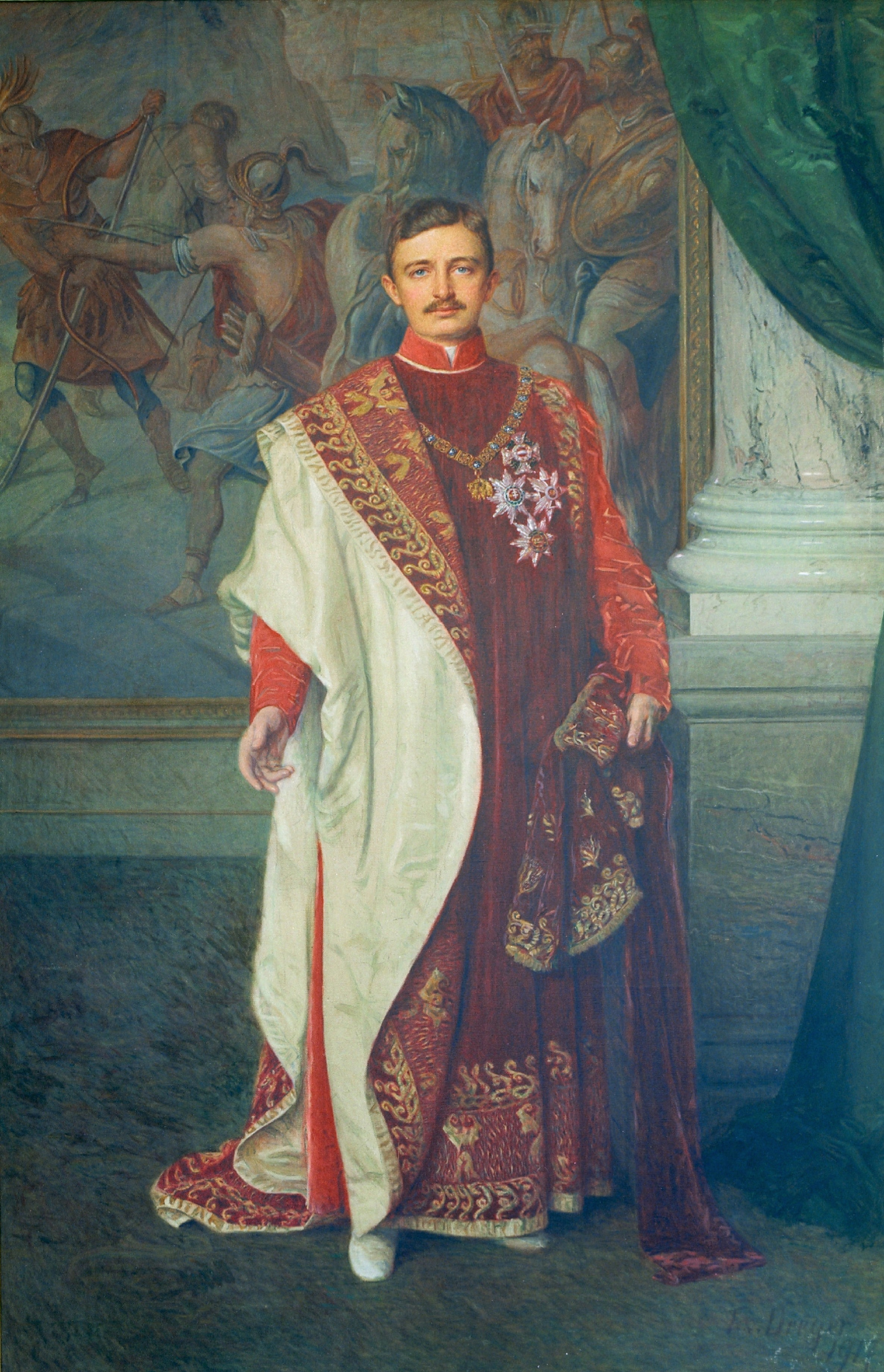
オーストリア皇帝カール1世

スペイン

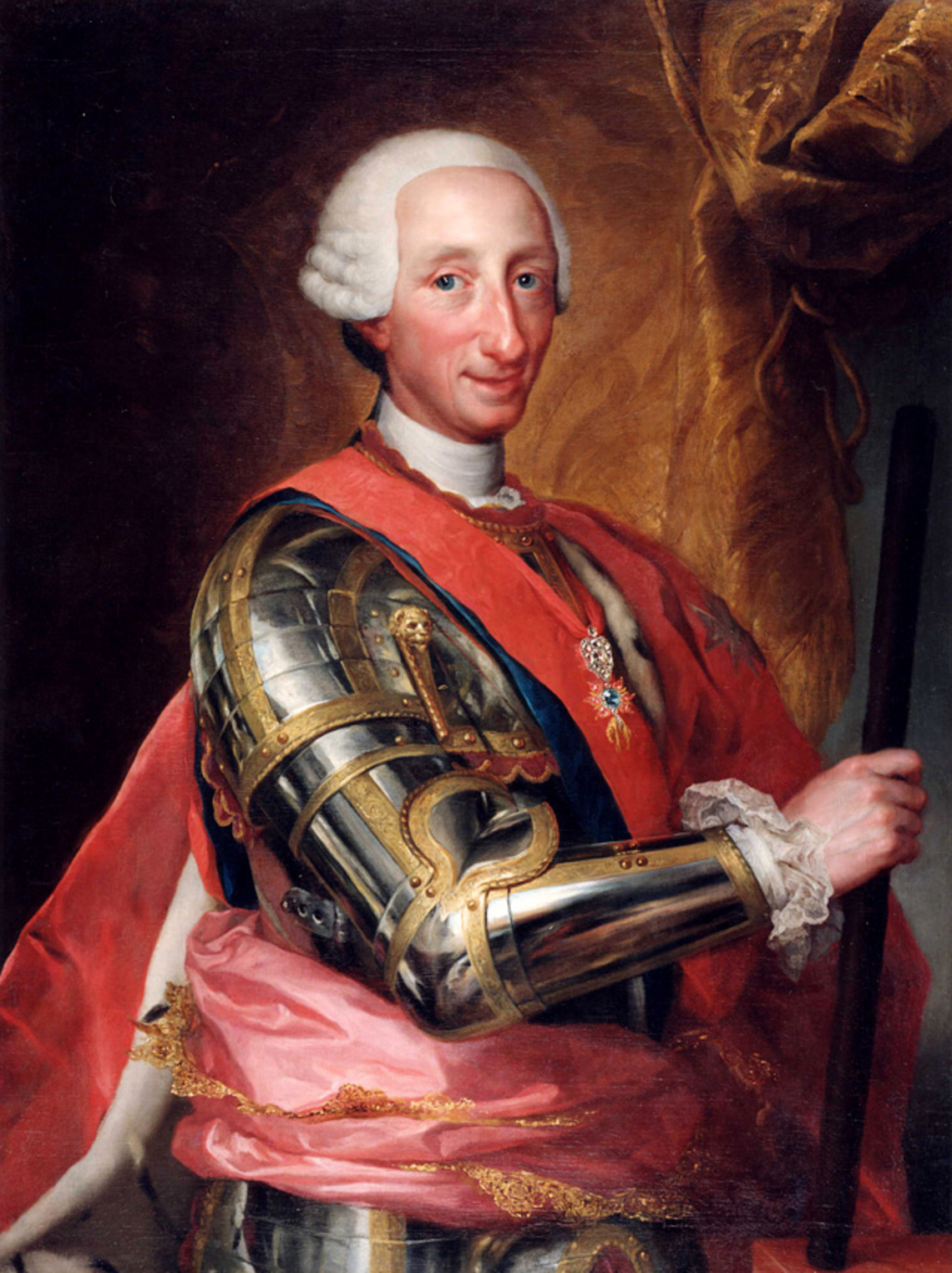
1760年頃画、スペイン国王カルロス3世
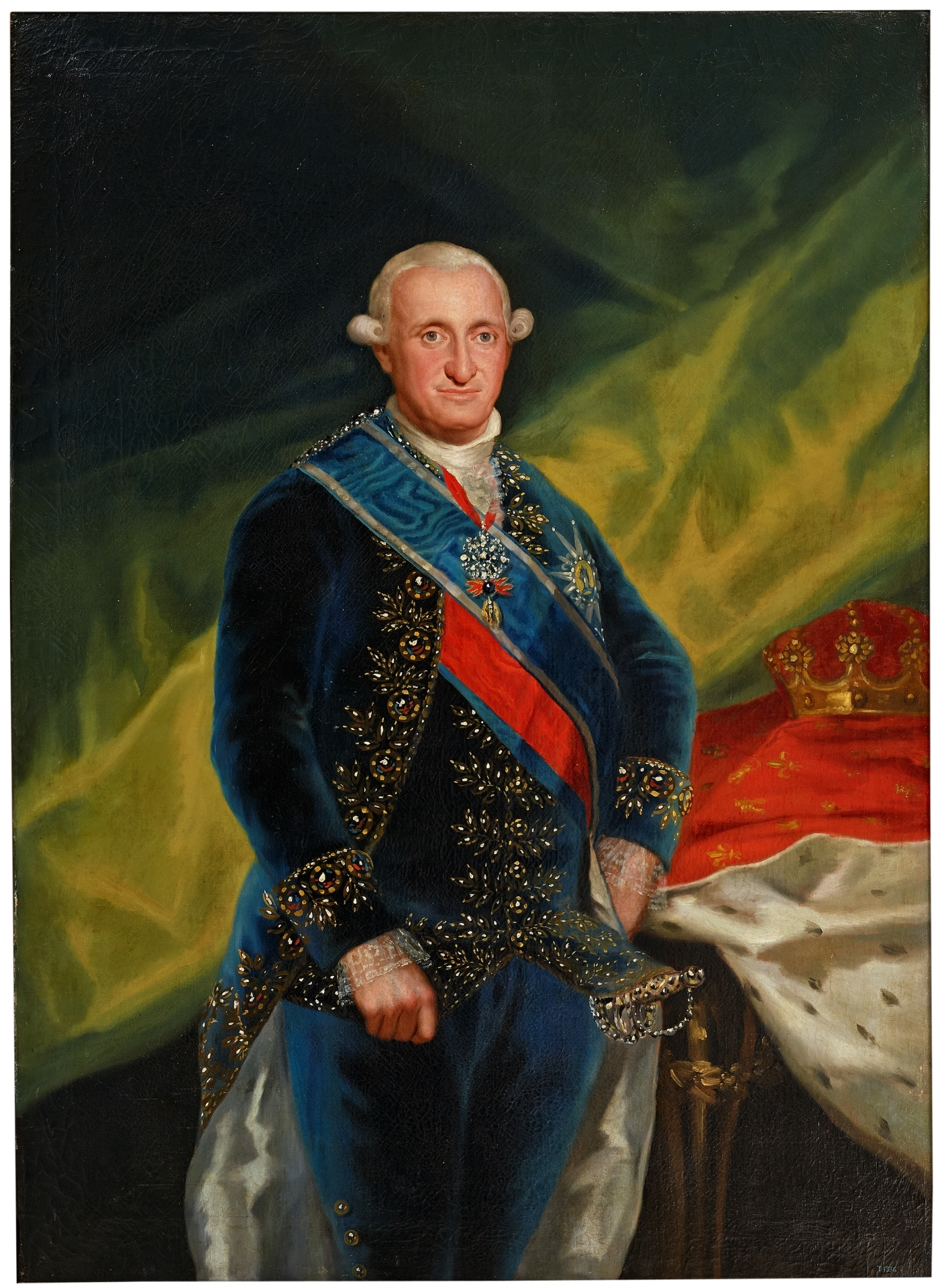
1790年画、スペイン国王カルロス4世
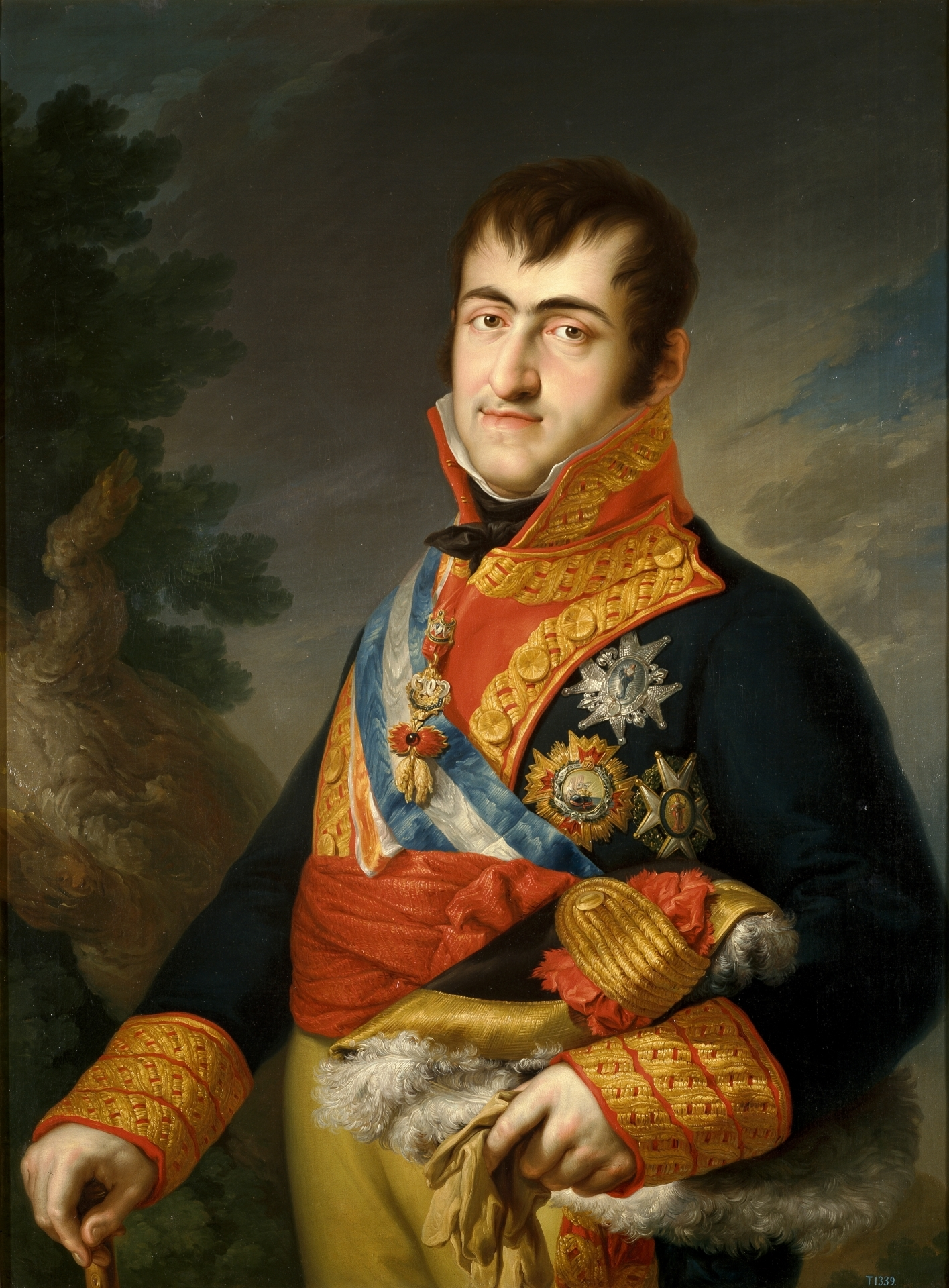
1815年頃画、スペイン国王フェルナンド7世
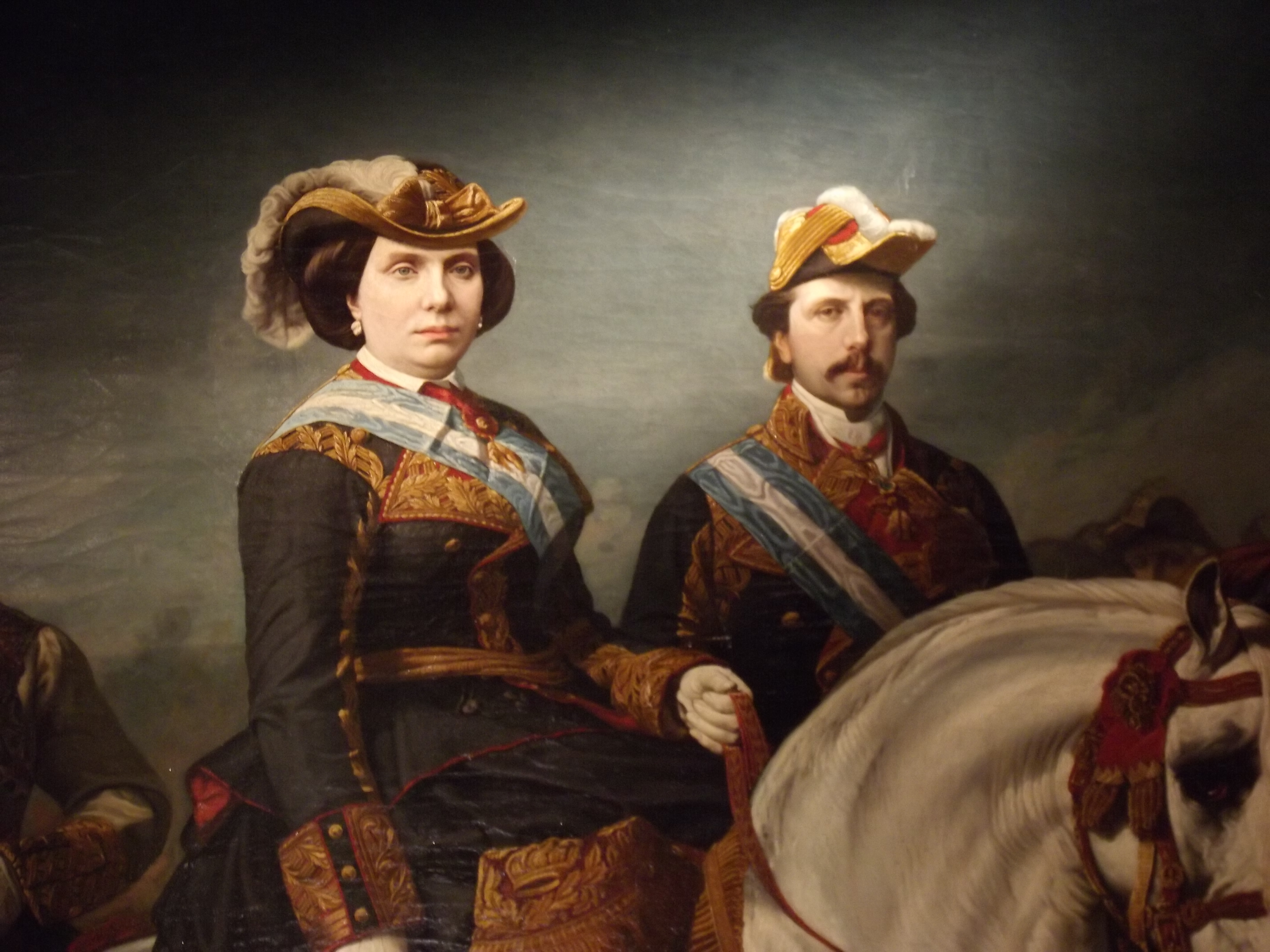
1867年画、スペイン女王イサベル2世（奥はフランシスコ王配）
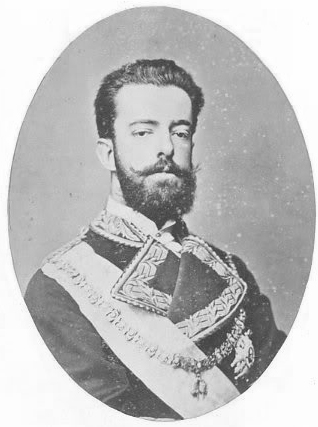
19世紀後半撮影、スペイン国王アマデオ1世
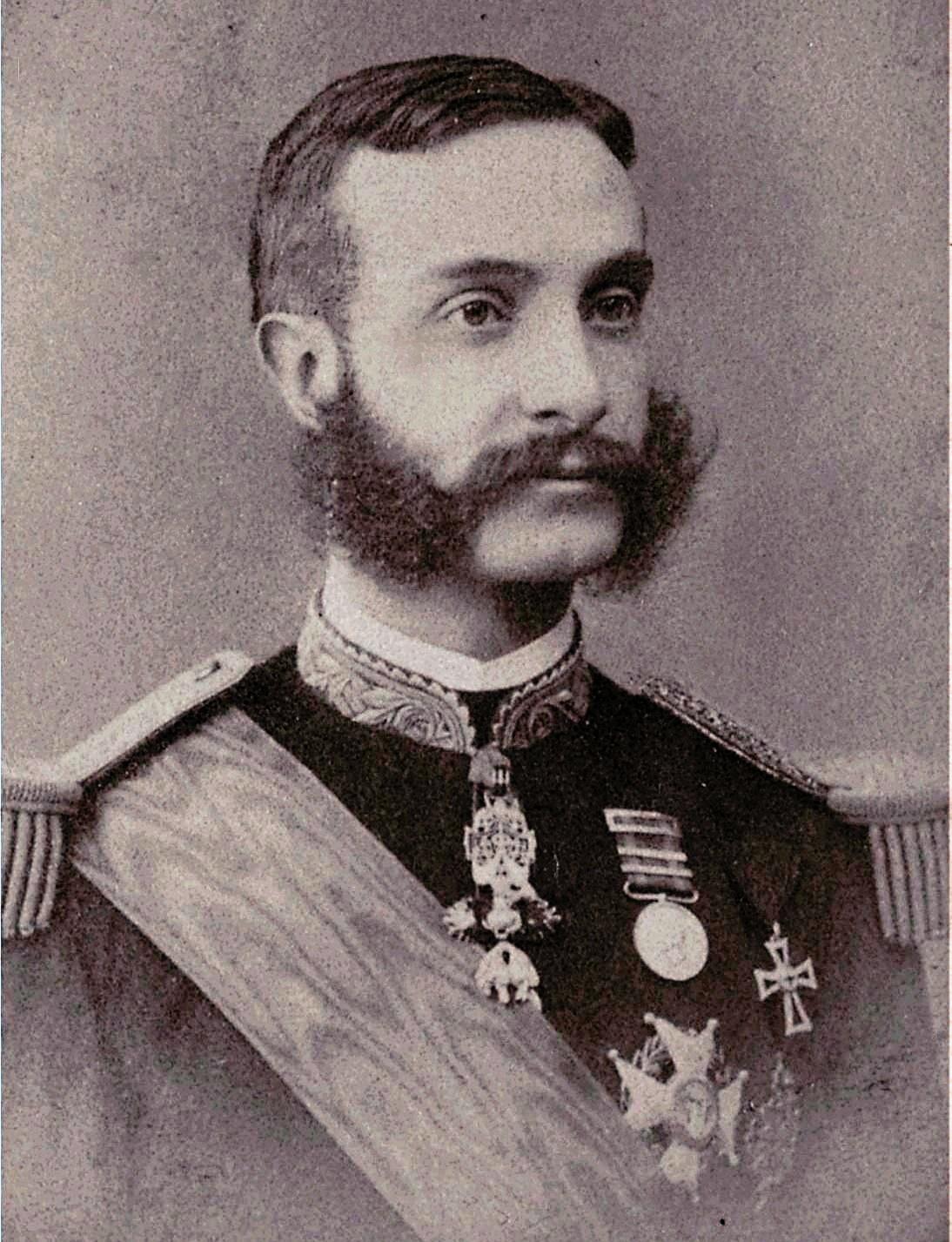
19世紀後半撮影、スペイン国王アルフォンソ12世
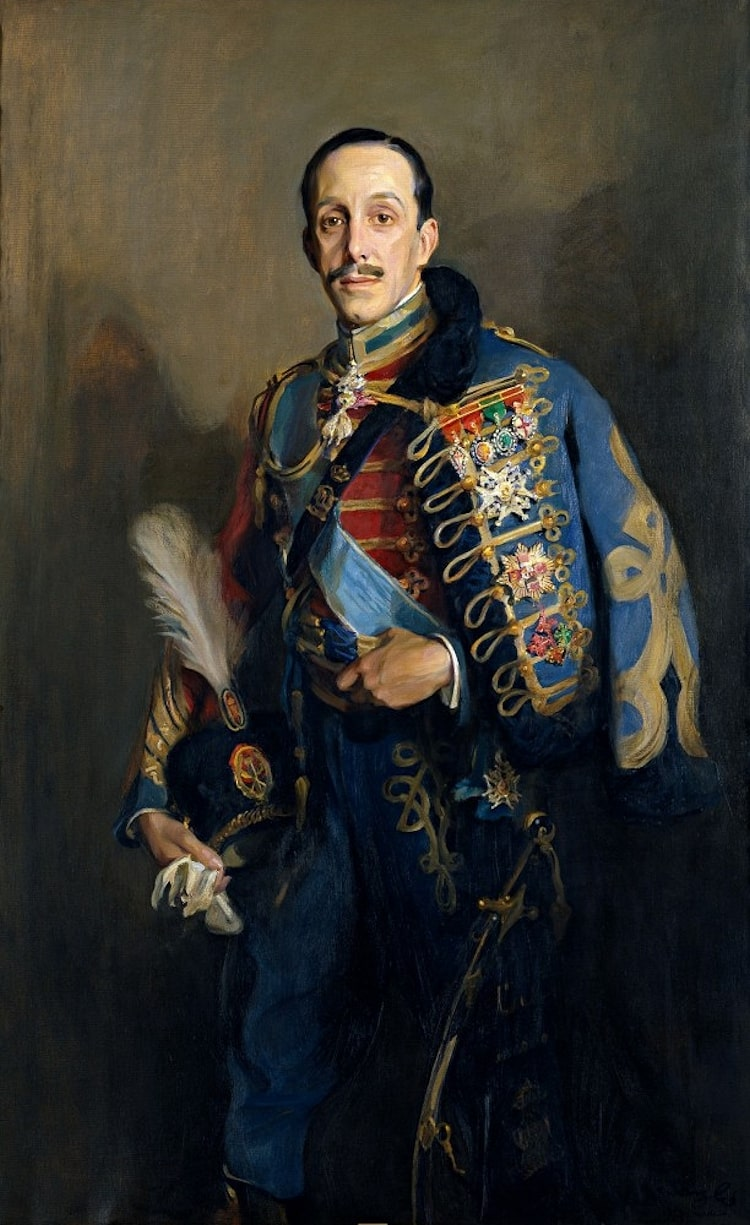
1927年画、スペイン国王アルフォンソ13世
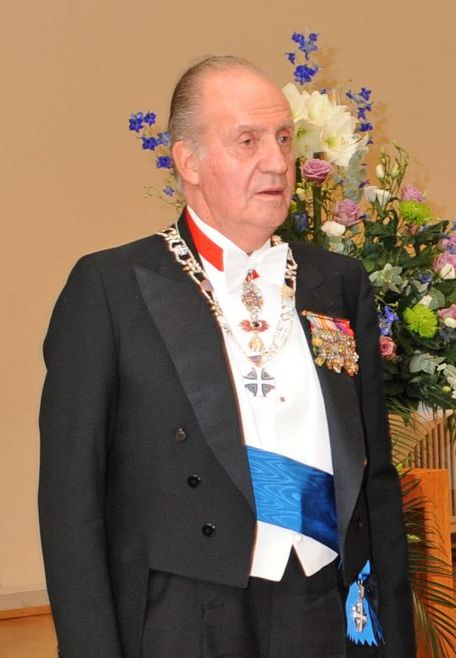
2009年撮影、スペイン国王フアン・カルロス1世[注釈 5]
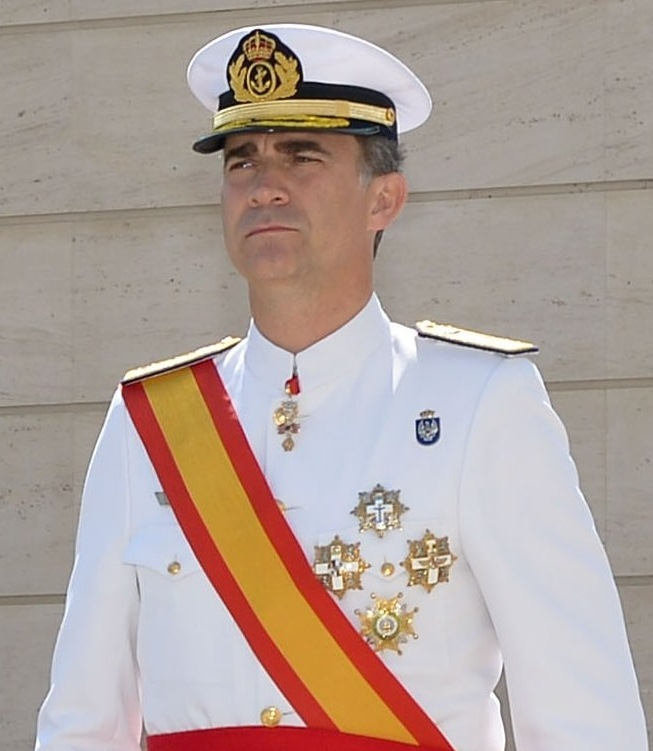
2014年撮影、スペイン国王フェリペ6世

### 騎士団員
分裂以前

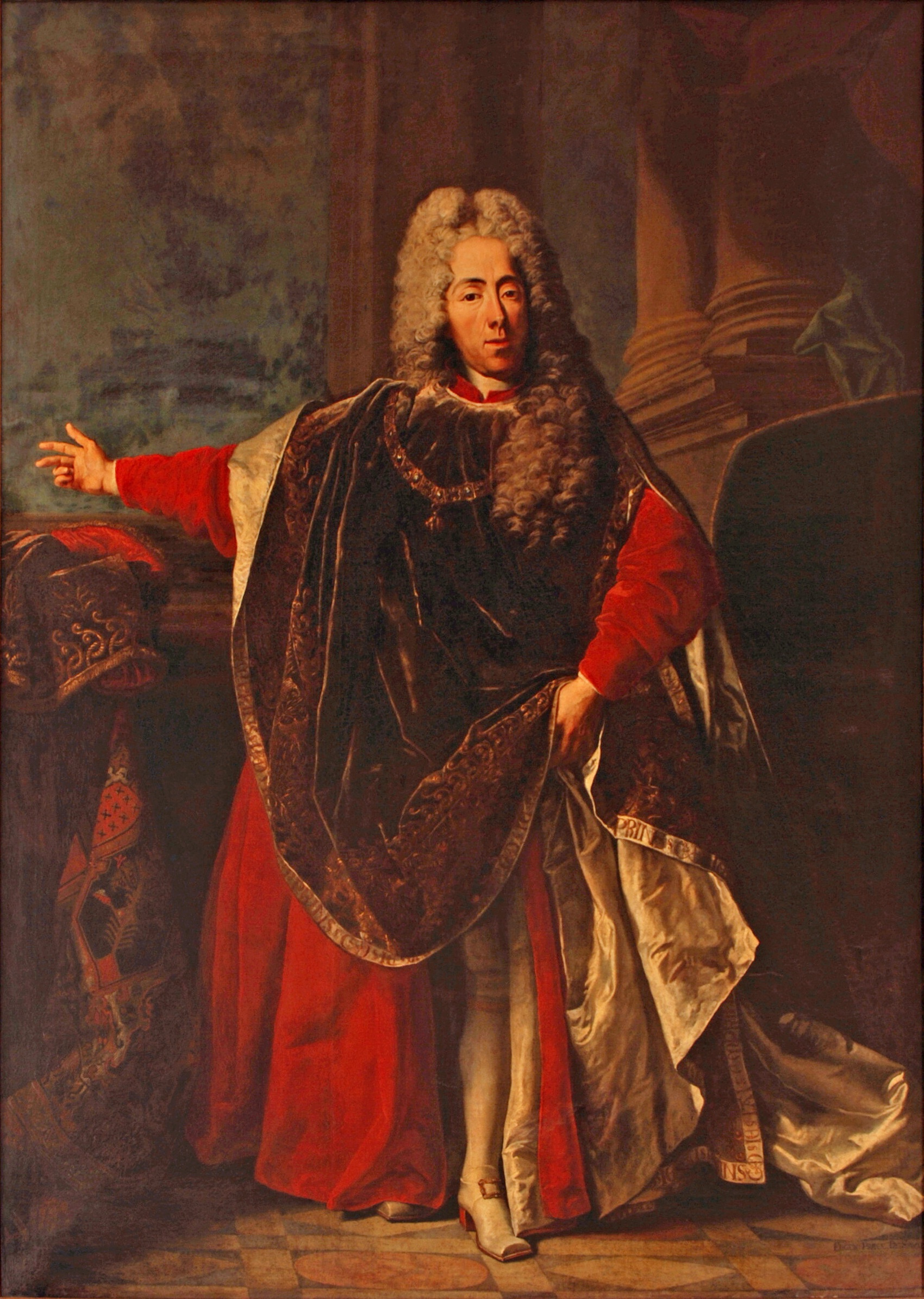
18世紀前半、プリンツ・オイゲン

オーストリア

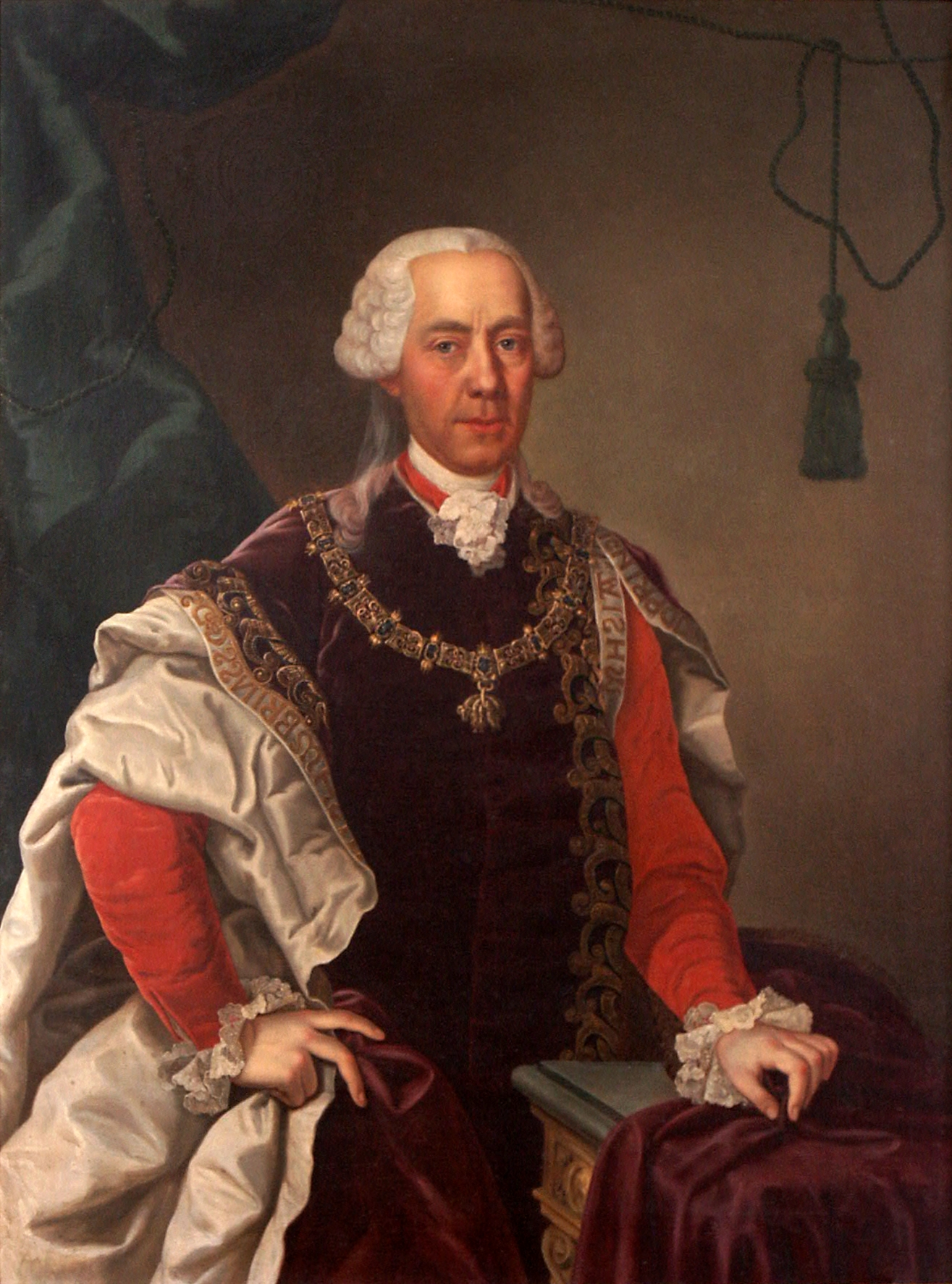
1763年画、ハウクヴィッツ伯爵
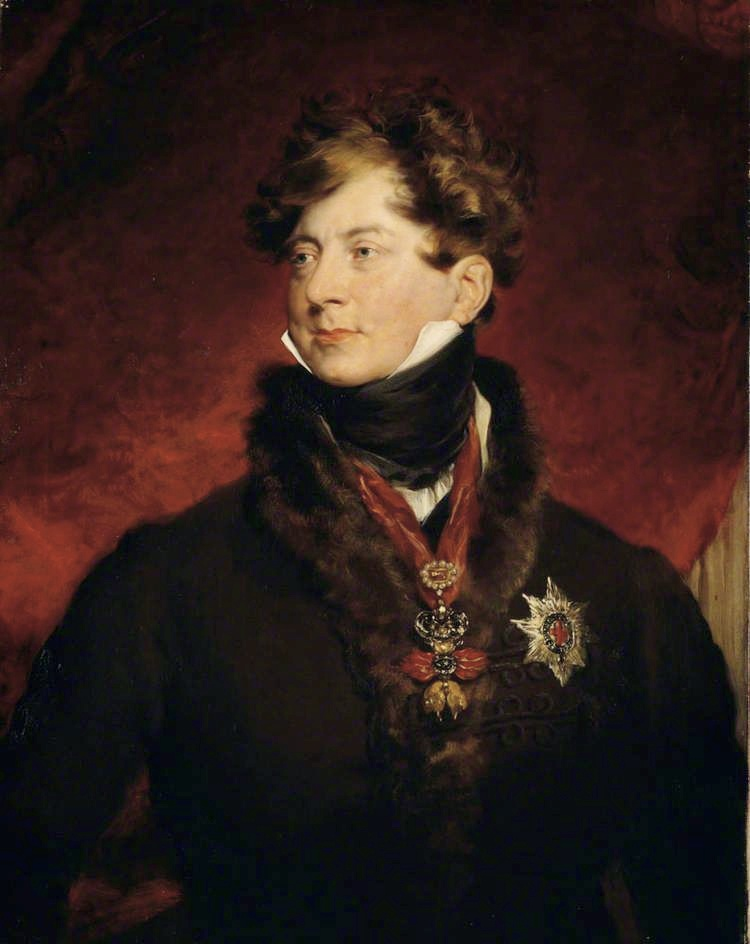
1820年頃画、英国王ジョージ4世 ※非カトリック[注釈 4]
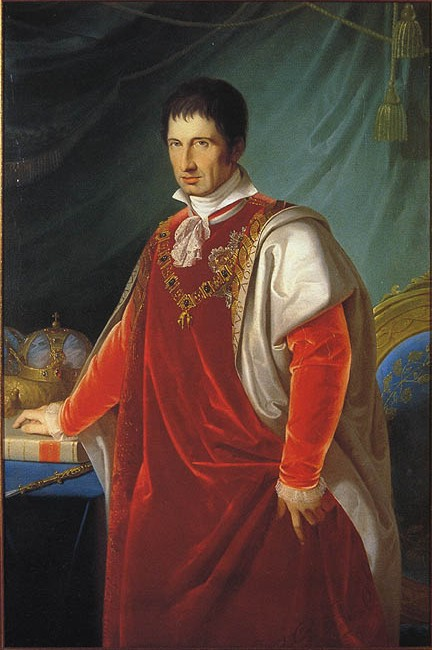
1831年画、モデナ公フランチェスコ4世
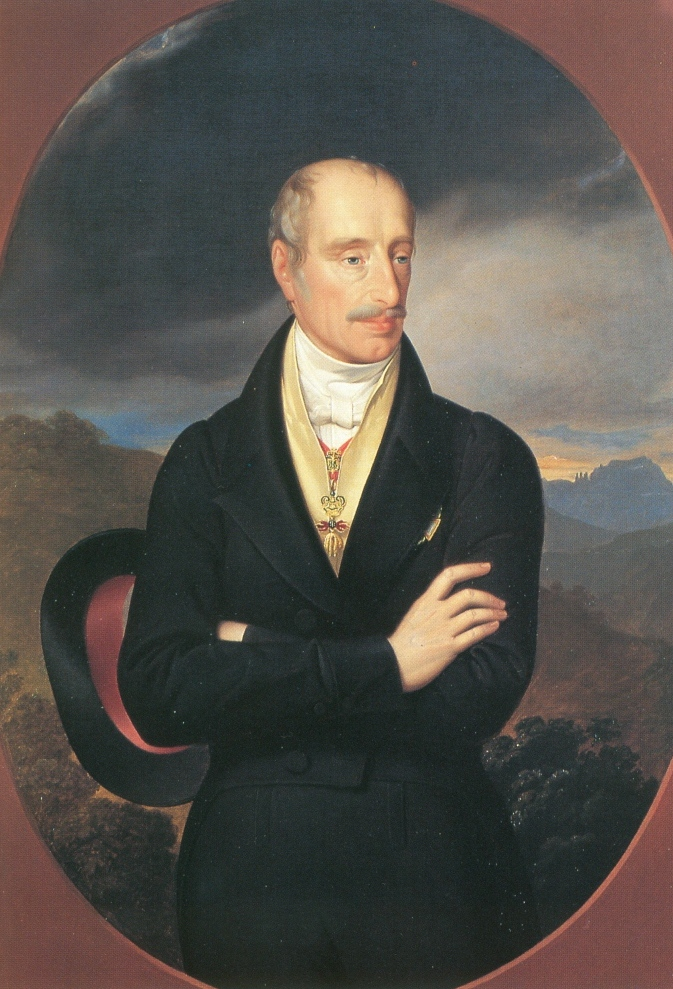
1840年画、オーストリア大公ライナー
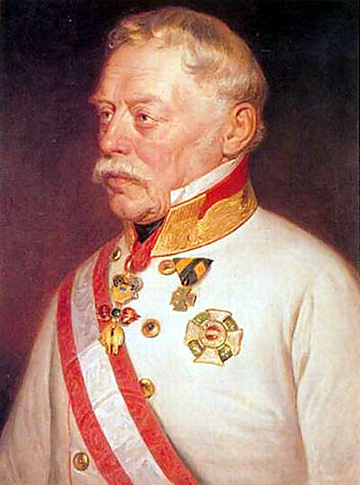
1850年頃画、ラデツキー将軍
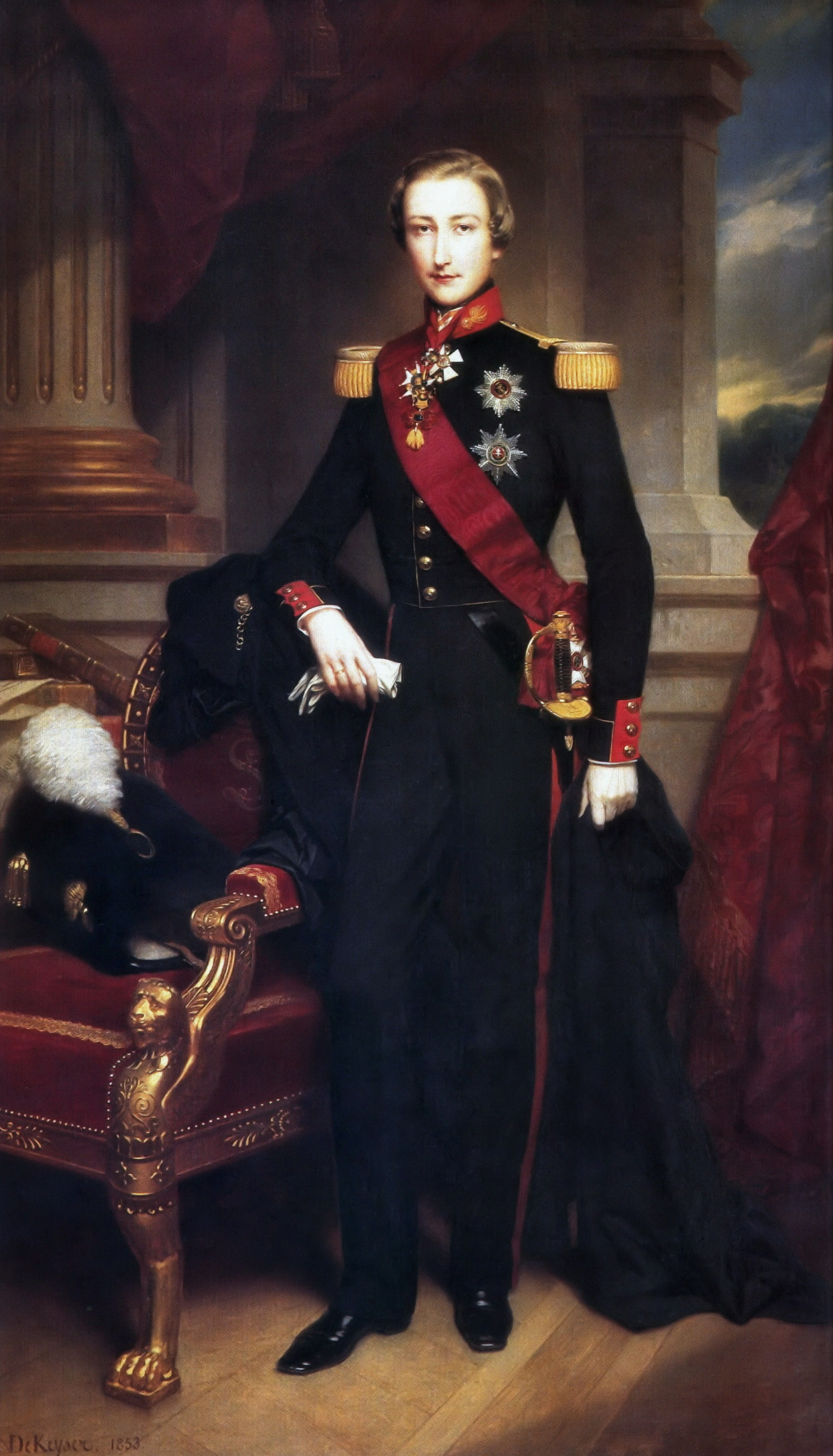
1853年画、ベルギーレオポルド王太子（後に国王）

スペイン

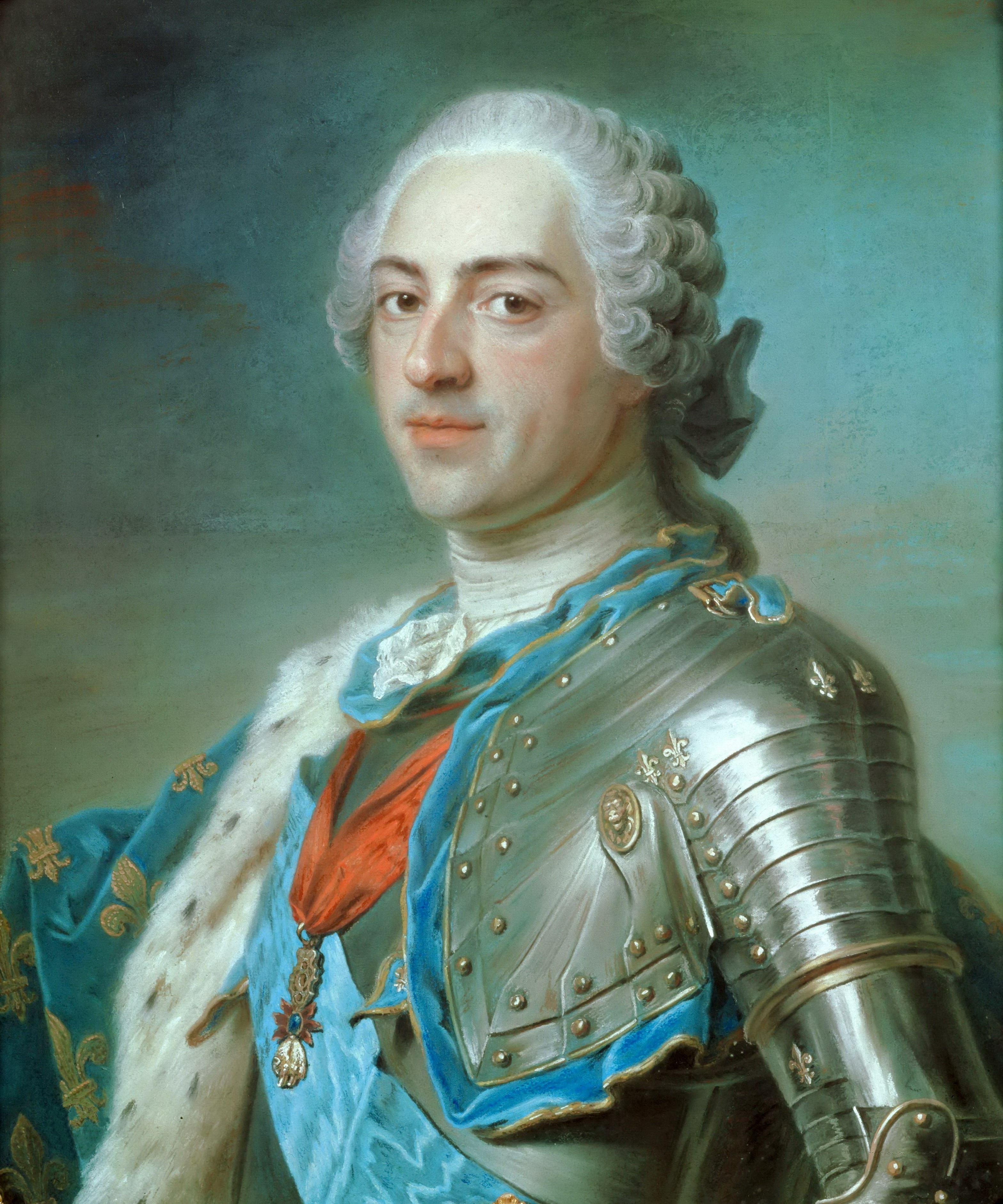
1748年画、フランス国王ルイ15世
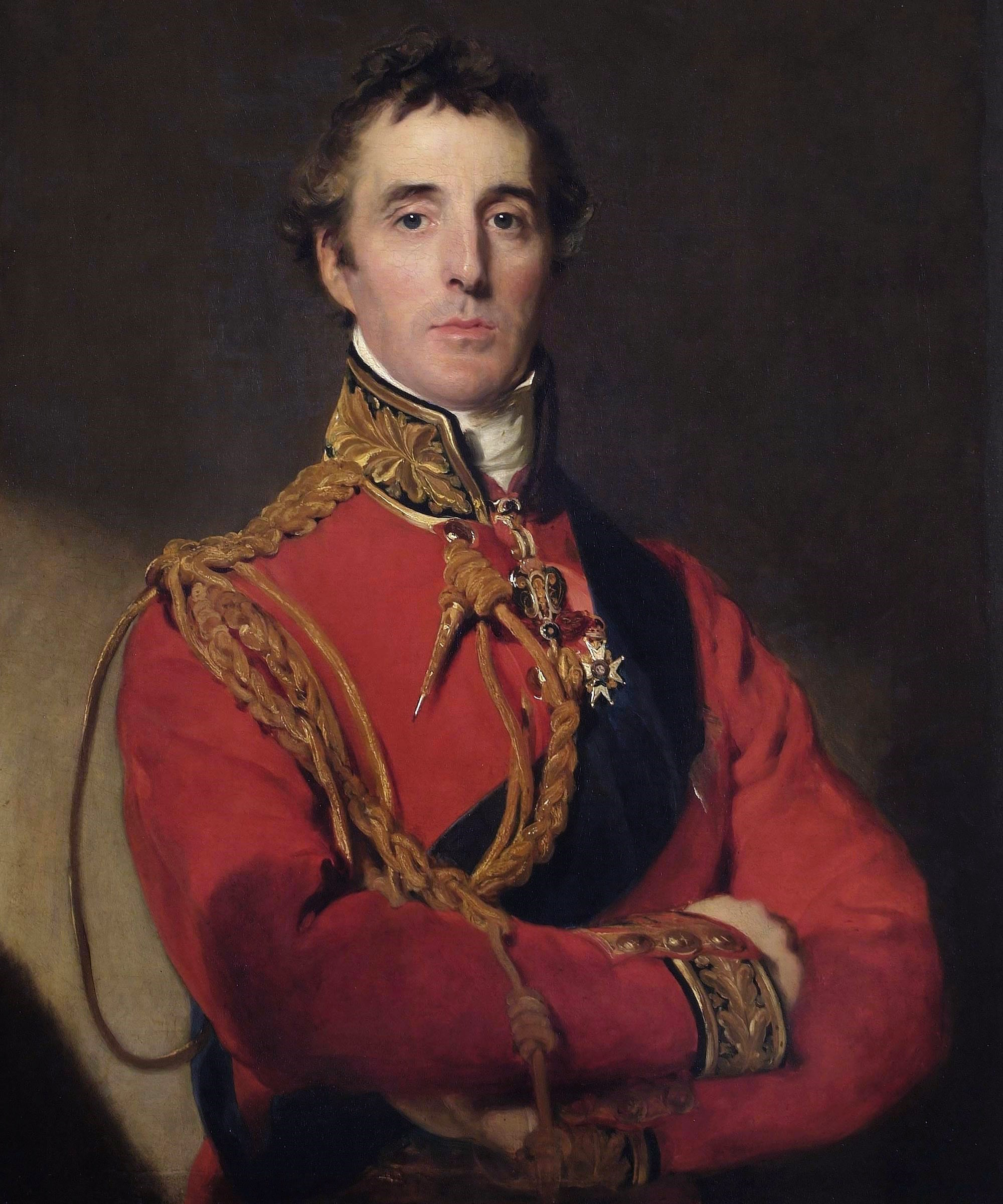
1815年頃画、ウェリントン公アーサー（後に英国首相）
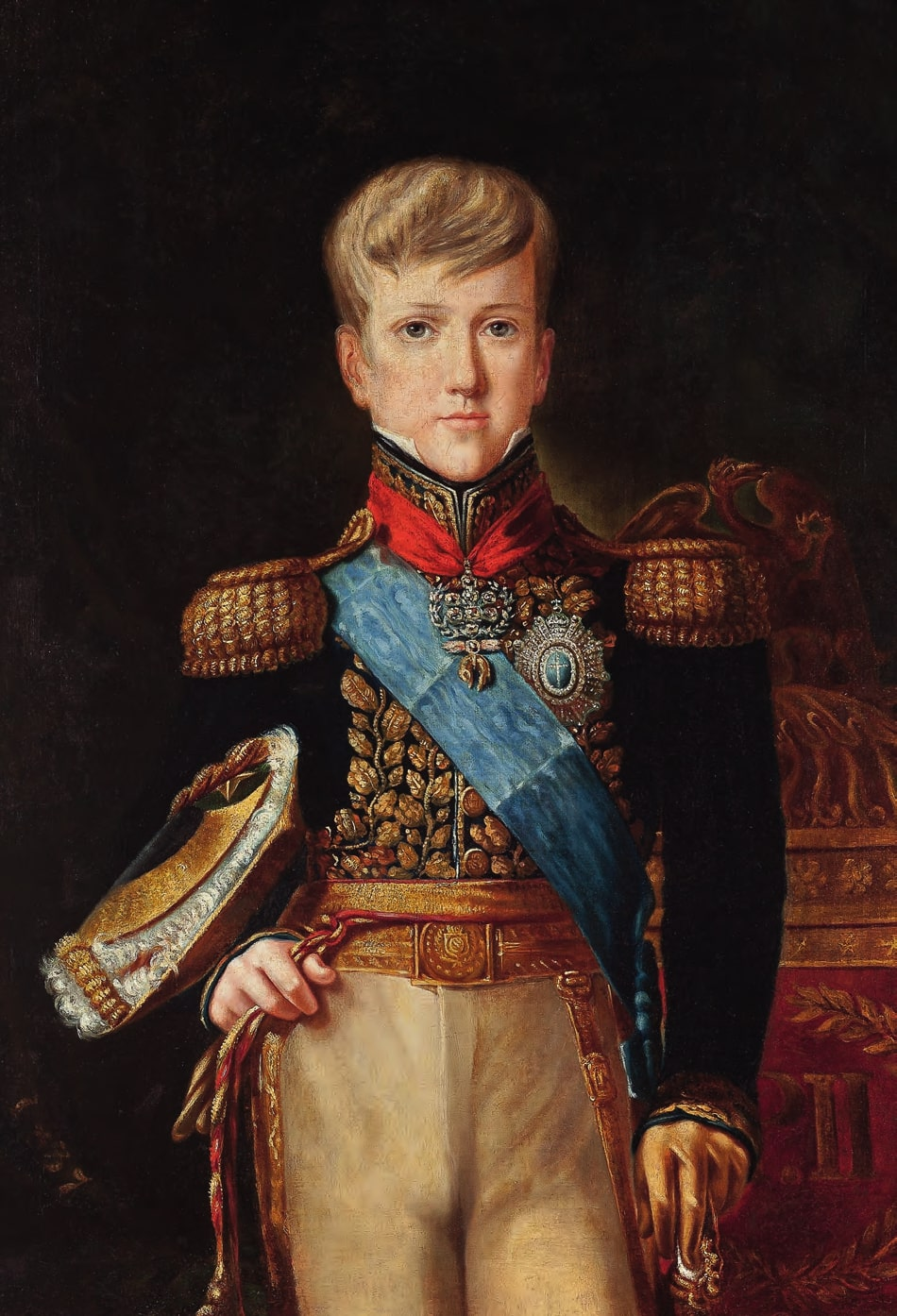
1838年画、ブラジル皇帝ペドロ2世
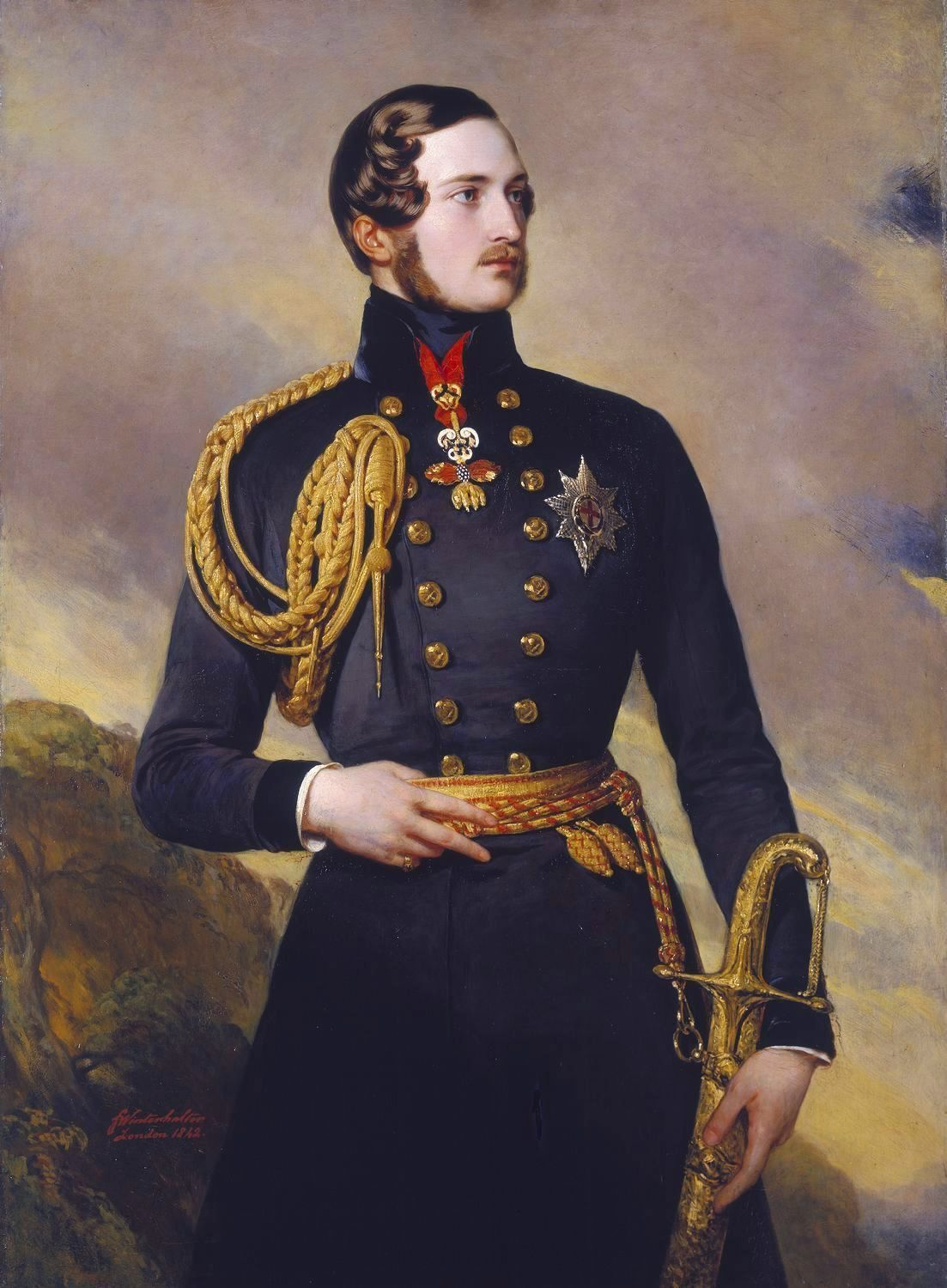
1842年画、英国アルバート王配
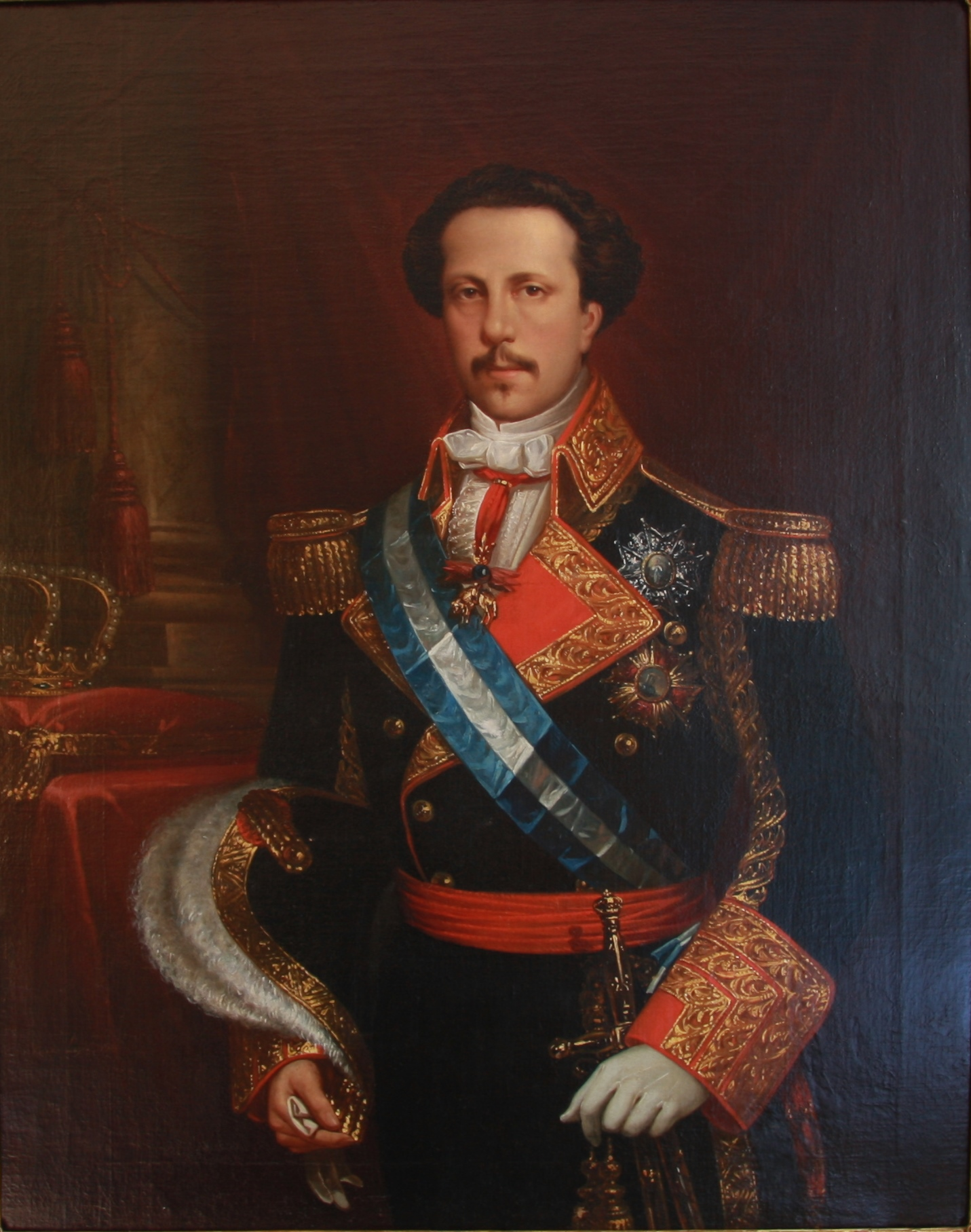
19世紀半ば画、スペインフランシスコ王配
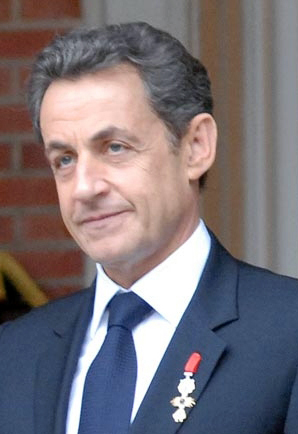
2012年撮影、アンドラ共同大公（フランス大統領）ニコラ・サルコジ

## 現在のスペイン金羊毛騎士団員

### 主権者
| 画像 | 紋章 | 君主号 名前 （生年） （在位）                                     | 叙任日 | 備考                   |
| ---- | ---- | ----------------------------------------------------------------- | ------ | ---------------------- |
|      |      | スペイン国王 フェリペ6世 （1968年生まれ） （2014年即位 - 在位中） | 1981年 | 2014年から騎士団主権者 |

### その他の騎士団員
| 画像 | 紋章 | 君主号・爵位 名前 （生年） （君主の場合の在位期間）                                                  | 叙任日          | 備考                                                   |
| ---- | ---- | --- | --------------- | ------------------------------------------------------ |
|      |      | 前スペイン国王 フアン・カルロス1世 （1938年生まれ） （1975年即位 - 2014年退位）                      | 1941年          | 前主権者                                               |
|      |      | スウェーデン国王 カール16世グスタフ （1946年生まれ） （1973年即位 - 在位中）                         | 1983年          |                                                        |
|      |      | 前日本天皇 明仁 （1933年生まれ） （1989年即位 - 2019年退位）                                         | 1985年          | 叙任当時は皇太子                                       |
|      |      | 前オランダ女王 ベアトリクス （1938年生まれ） （1980年即位 - 2013年退位）                             | 1985年          |                                                        |
|      |      | 前デンマーク女王 マルグレーテ2世 （1940年生まれ） （1972年即位 - 2024年退位）                        | 1985年          |                                                        |
|      |      | 前ベルギー国王 アルベール2世 （1934年生まれ） （1993年即位 - 2013年退位）                            | 1994年          |                                                        |
|      |      | ノルウェー国王 ハーラル5世 （1937年生まれ） （1991年即位 - 在位中）                                  | 1995年          |                                                        |
|      |      | 元ブルガリア国王 シメオン2世 （1937年生まれ） （1943年即位 - 1946年廃位）                            | 2004年          | 1946年にブルガリア王位廃位 ブルガリア首相（2001-2005） |
|      |      | ルクセンブルク大公 アンリ （1955年生まれ） （2000年即位 - 在位中）                                   | 2007年          |                                                        |
|      |      | ハビエル・ソラナ （1942年生まれ）                                                                    | 2010年          | スペインの政治家                                       |
|      |      | ヴィクター・ガルシア・デ・ラ・コンチャ （1934年生まれ）                                              | 2010年          | スペインの文献学者                                     |
|      |      | 前アンドラ共同大公（前フランス大統領） ニコラ・サルコジ （1955年生まれ） （2007年即位 - 2012年退位） | 2011年          |                                                        |
|      |      | エンリケ5世・イグレシアス （1930年生まれ）                                                           | 2014年          | ウルグアイ・スペインの経済学者・政治家                 |
|      |      | アストゥリアス女公 レオノール・デ・ボルボン （2005年生まれ）                                         | 2015年 10月30日 | フェリペ6世の長女 推定相続人                           |

## 現在のオーストリア金羊毛騎士団員
現在もハプスブルク家が主催するオーストリア金羊毛騎士団は、ハプスブルク一族、旧ドイツ諸侯家などを団員としている。現役国家元首としては、ベルギー国王、ルクセンブルク大公、リヒテンシュタイン侯が在籍する。前述の通り、ベルギー国王、ルクセンブルク大公はスペイン金羊毛騎士団員でもある。
帝政時代から今日に至るまで、団員資格をカトリック教徒の男性に限定している。そのため日本の皇室のみならず、同じヨーロッパの王侯でも非カトリック教徒が団員となることは原則として無い。ただし、ナポレオン戦争期に英国のジョージ摂政王太子（のちに国王）が例外的に受章した。オーストリア金羊毛勲章を受けることは、現在でもドイツ系の王侯貴族の間では格式ある名誉とされる。

### 主権者
| 画像 | 名前 （生年）                                                    | 叙任日 | 番号 | 備考                   |
| ---- | ---------------------------------------------------------------- | ------ | ---- | ---------------------- |
|      | ハプスブルク家家長 カール・フォン・ハプスブルク （1961年生まれ） | 1961年 | 1269 | 2000年から騎士団主権者 |

### その他の騎士団員（一部）
| 画像 | 名前 （生年） | 叙任日 | 番号 | 備考 |
| ---- | --- | ------ | ---- | --- |
|      | ヴィッテルスバッハ家家長 フランツ・フォン・バイエルン （1933年生まれ）                                                                                             | 1960年 | 1262 | |
|      | 前ベルギー国王 アルベール2世 （1934年生まれ） | 1962年 | 1274 | 叙任当時はリエージュ公                                                                                     |
|      | アンドレアス・サルヴァトール・ハプスブルク＝ロートリンゲン （1936年生まれ）                                                                                        | 1972年 | 1277 | フーベルト・ザルヴァトール・フォン・エスターライヒ＝トスカーナの次男                                       |
|      | カール・サルヴァトール・ハプスブルク＝ロートリンゲン （1936年生まれ）                                                                                              | 1972年 | 1278 | テオドール・サルヴァトール・フォン・エスターライヒ＝トスカーナ（フランツ・サルヴァトール大公の三男）の息子 |
|      | オーストリア＝エステ大公 ローレンツ・フォン・エスターライヒ＝エステ （1955年生まれ）                                                                               | 1977年 | 1290 | 妻はベルギー王女アストリッド                                                                               |
|      | ミヒャエル・コロマン・ハプスブルク＝ロートリンゲン （1942年生まれ）                                                                                                | 1980年 | 1296 | ヨーゼフ・フランツ大公の四男。駐バチカン・ハンガリー大使エドゥアルト・ハプスブルク＝ロートリンゲンの父     |
|      | ミヒャエル・サルヴァトール・ハプスブルク＝ロートリンゲン （1949年生まれ）                                                                                          | 1980年 | 1297 | フーベルト・ザルヴァトール・フォン・エスターライヒ＝トスカーナの五男                                       |
|      | リヒテンシュタイン侯 ハンス・アダム2世 （1945年生まれ） | 1981年 | 1300 | |
|      | ブラガンサ家家長 ドゥアルテ・ピオ・デ・ブラガンサ （1945年生まれ）                                                                                                 | 1982年 | 1302 | |
|      | ゲオルク・ハプスブルク＝ロートリンゲン （1964年生まれ） | 1987年 | 1306 | オーストリア元皇太子オットー・フォン・ハプスブルクの次男                                                   |
|      | カール・クリスティアン・ハプスブルク＝ロートリンゲン （1954年生まれ）                                                                                              | 1991年 | 1308 | カール・ルートヴィヒ・ハプスブルク＝ロートリンゲンの次男                                                   |
|      | シュヴァルツェンベルク家家長 カレル・シュヴァルツェンベルク （1937年生まれ）                                                                                       | 1991年 | 1309 | チェコの政治家                                                                                             |
|      | ヨーゼフ・ハプスブルク＝ロートリンゲン （1960年生まれ） | 1992年 | 1310 | |
|      | レーヴェンシュタイン＝ヴェルトハイム＝ローゼンベルク家家長 アロイス・コンスタンティン・ツー・レーヴェンシュタイン＝ヴェルトハイム＝ローゼンベルク （1941年生まれ） | 1996年 | 1314 | |
|      | ヴィンディシュ＝グレーツ家家長 マリアーノ・フーゴ・ツー・ヴィンディシュ＝グレーツ （1955年生まれ）                                                                 | 2000年 | 1318 | |
|      | シュターレンベルク家家長 ゲオルク・アダム・シュターレンベルク （1961年生まれ）                                                                                     | 2001年 | 1323 | |
|      | シェーンブルク＝ハルテンシュタイン家家長 アレクサンダー・シェーンブルク＝ハルテンシュタイン （1930年生まれ）                                                       | 2002年 | 1325 | |
|      | クブラト・サクスコブルクゴツキ （1965年生まれ） | 2002年 | 1326 | ブルガリア王国最後の国王シメオン2世の第3王子                                                               |
|      | ルクセンブルク大公 アンリ （1955年生まれ） | 2006年 | 1328 | |
|      | ベルギー国王 フィリップ （1960年生まれ） | 2008年 |      | 叙任当時はブラバント公                                                                                     |
|      | リーニュ家家長 ミシェル・ド・リーニュ （1951年生まれ） | 2011年 |      | |
|      | フェルディナント・ズヴォニミル・ハプスブルク＝ロートリンゲン （1997年生まれ）                                                                                      | 2011年 |      | ハプスブルク家嗣子                                                                                         |
|      | ニコラウス・フォン・リヒテンシュタイン （1947年生まれ） | 2011年 |      | リヒテンシュタイン侯フランツ・ヨーゼフ2世の三男                                                            |
|      | フェルディナント・トラウトマンスドルフ （1950年生まれ） | 2011年 |      | 駐プラハ：オーストリア大使、旧伯爵家                                                                       |
|      | ザクセン＝ゲッサフェ家家長 アレクサンダー・フォン・ザクセン＝ゲッサフェ （1954年生まれ）                                                                           | 2012年 |      | |
|      | エドゥアルト・ハプスブルク＝ロートリンゲン （1967年生まれ） | 2016年 |      | ハンガリーの駐バチカン・マルタ騎士団大使                                                                   |
|      | エマヌエル・ツー・ザルム＝ザルム （1961年生まれ） | 2016年 |      | |
|      | シェムイェーン・ジョルト （1962年生まれ） | 2022年 |      | ハンガリー副首相（2022年 - ）                                                                              |

## 日本との関わり
日本人からは明治天皇から第125代天皇だった明仁上皇までの4代の天皇のみがスペイン王国の金羊毛勲章を授与されている。明治天皇は1883年（明治16年）、大正天皇は皇太子時代の1896年（明治29年）、昭和天皇は1928年（昭和3年）、明仁上皇は、皇太子時代の1985年（昭和60年）に授与された。
1994年（平成6年）10月、当時の明仁天皇が美智子皇后（現：上皇后）とともにスペインを訪問した際、宮内庁職員が金羊毛勲章の携行を忘れ、現地での晩餐会では同国より借用して佩用し、さらに日本から急遽送付した勲章を紛失する不祥事があった。この件についての参議院議員村上正邦の質問に対する当時の宮内庁長官・藤森昭一の答弁によると、細部は次の通り。
- 担当者が、肩から佩用する綬、胸部に佩用する副章、首から佩用する頸飾の3つからなる1980年（昭和55年）授与のカルロス3世勲章（スペイン語版）だけを用意し、頸飾だけの金羊毛勲章を失念していた。結果、現地へはカルロス3世勲章のみを携行していく事態となった。
- 10月7日、現地でスペイン当局と10月13日の国王主宰の晩餐会についての打ち合わせをした時、金羊毛勲章の話が話題にのぼった。この時、明仁天皇はフランス・トゥールーズにいたが、スペイン大使館から現地に随行している担当者に金羊毛勲章を持参してきているか念のため照会があった。侍従職と担当者が調べると金羊毛勲章を持参してきていないのに気づいた。
- 宮内庁及び外務省の担当者の協議の結果、10月10日に「機長託送」により日本から急送することになった。日本航空の仲介でイベリア航空に「機長託送」でマドリードまで送ってもらう手はずをつけ、侍従職からも直接イベリア航空に連絡して「機長託送」を依頼した。しかし中身が勲章であることは告げず「貴重品」として預けた。その結果、紛失した。
- 日本の外務省はスペイン政府に対して遺憾の意を表明するとともに、スペイン捜査当局に勲章の捜索について協力をお願いした。また宮内庁もスペインの王宮府長官に対して十分遺憾の意を表した。

村上のなぜ責任ある立場の者に直接持っていかせなかったのかという追及に対して藤森は職員が持っていくと出国の手続きに時間が取られること、またこの直前に明仁天皇からフランスのミッテラン大統領への贈り物が「機長託送」でパリに贈られていたことから「機長託送」なら安全に早く送れると担当者が考えたようであると答弁している。また村上のなぜ中身が勲章であることを告げなかったのかという追及に対して藤森は「勲章は天皇陛下の直接の御所有物であり、また機長に託したことから」と答弁している。
答弁の中で官房長官・五十嵐広三は「このたびの問題につきましては、天皇陛下、スペイン政府に大変御迷惑をおかけいたしましたことをまことに遺憾に思っている次第であります。この後、もちろん二度とこのような問題が起こらないように万全の措置をとるよう関係者に厳しく指示をしてまいりたいと、このように思う次第であります。」と謝罪した。